# 忍たま乱太郎のエピソード一覧 (第11期 - 第20期)
忍たま乱太郎のエピソード一覧 (第11期 - 第20期)（にんたまらんたろうのエピソードいちらん）では、テレビアニメ『忍たま乱太郎』で第11期から第20期に放送された各話タイトルおよびスタッフリストについて記述する。
ここでは「〜の段」は省略する。話数・放送日は公式サイトに基づく。

## 第11期
2003年4月7日から7月25日まで放送された。全80話、通算967回。
| 話数通算      | サブタイトル                 | 脚本     | 絵コンテ     | 演出         | 作画監督     | 初放送日      |
| ------------- | ---------------------------- | -------- | ------------ | ------------ | ------------ | ------------- |
| 第1話第888話  | 特別スペシャルランチ         | 浦沢義雄 | 志村錠児     | 根岸宏樹     | 川口博史     | 2003年 4月7日 |
| 第2話第889話  | 沖で魚釣り                   | 浦沢義雄 | 志村錠児     | 根岸宏樹     | 川口博史     | 4月8日        |
| 第3話第890話  | 兵太夫のカラクリ             | 浦沢義雄 | 志村錠児     | 根岸宏樹     | 川口博史     | 4月9日        |
| 第4話第891話  | 梵天丸は悪い奴               | 浦沢義雄 | 木村哲       | 成川武千嘉   | 三浦悦子     | 4月10日       |
| 第5話第892話  | 夢見る一年は組               | 田村竜   | 山田みちしろ | 成川武千嘉   | 遠藤靖裕     | 4月11日       |
| 第6話第893話  | しぶ鬼の父ちゃん             | 浦沢義雄 | 木村哲       | 松本朋之     | 松本朋之     | 4月14日       |
| 第7話第894話  | リーダーの責任感             | 浦沢義雄 | 木村哲       | 松本朋之     | 松本朋之     | 4月15日       |
| 第8話第895話  | 伊助のお掃除名人             | 浦沢義雄 | 木村哲       | 市来剛       | 市来剛       | 4月16日       |
| 第9話第896話  | 木の葉隠れの名人             | 浦沢義雄 | 木村哲       | 成川武千嘉   | 原田峰文     | 4月17日       |
| 第10話第897話 | 勝負必勝法                   | 阪口和久 | 山田みちしろ | 松本朋之     | 松本朋之     | 4月18日       |
| 第11話第898話 | 北石照代がつかまった         | 浦沢義雄 | 入好さとる   | 市来剛       | 市来剛       | 4月21日       |
| 第12話第899話 | 恥ずかしがりやの松千代先生   | 浦沢義雄 | 入好さとる   | 市来剛       | 市来剛       | 4月22日       |
| 第13話第900話 | 牧之介の最後                 | 阪口和久 | 橋本三郎     | 橋本三郎     | 水村十司     | 4月23日       |
| 第14話第901話 | 尊敬される先生               | 浦沢義雄 | 横山広行     | 倉井サトシ   | 野口木ノ実   | 4月24日       |
| 第15話第902話 | 気が合わない                 | 浦沢義雄 | 横山広行     | 矢野篤       | 原田峰文     | 4月25日       |
| 第16話第903話 | 指令は何だ                   | 浦沢義雄 | 河内日出夫   | 松本朋之     | 松本朋之     | 4月28日       |
| 第17話第904話 | パパが倒れた                 | 浦沢義雄 | 木村哲       | 松本朋之     | 松本朋之     | 4月29日       |
| 第18話第905話 | 先生を探せ                   | 浦沢義雄 | 入好さとる   | 松本朋之     | 松本朋之     | 4月30日       |
| 第19話第906話 | 久しぶりのカステーラ         | 浦沢義雄 | 入好さとる   | 渡辺健一郎   | 石田啓一     | 5月1日        |
| 第20話第907話 | さゆりちゃんが来た           | 浦沢義雄 | 木村哲       | 渡辺健一郎   | 谷口守泰     | 5月2日        |
| 第21話第908話 | 忍者募集                     | 浦沢義雄 | 望月智充     | 成川武千嘉   | 遠藤靖裕     | 5月5日        |
| 第22話第909話 | 謎の雇い主                   | 浦沢義雄 | 望月智充     | 矢野篤       | 川口博史     | 5月6日        |
| 第23話第910話 | みんな失敗                   | 浦沢義雄 | 望月智充     | 矢野篤       | 川口博史     | 5月7日        |
| 第24話第911話 | 忍者達の正体は？             | 浦沢義雄 | 望月智充     | 矢野篤       | 川口博史     | 5月8日        |
| 第25話第912話 | 犯人は誰だ！                 | 田村竜   | 山田みちしろ | 山田みちしろ | 芳川弥生     | 5月9日        |
| 第26話第913話 | 金吾がいない                 | 浦沢義雄 | 横山広行     | 成川武千嘉   | 市来剛       | 5月12日       |
| 第27話第914話 | 宿命のライバルじゃないってば | 浦沢義雄 | 横山広行     | 成川武千嘉   | 市来剛       | 5月13日       |
| 第28話第915話 | 対決の理由                   | 浦沢義雄 | 横山広行     | 成川武千嘉   | 市来剛       | 5月14日       |
| 第29話第916話 | ナメ太郎の反抗期             | 浦沢義雄 | 河内日出夫   | 山田みちしろ | 芳川弥生     | 5月15日       |
| 第30話第917話 | 実戦の実力                   | 浦沢義雄 | 河内日出夫   | 山田みちしろ | 芳川弥生     | 5月16日       |
| 第31話第918話 | 勝手に夕食                   | 浦沢義雄 | 木村哲       | 松本朋之     | 松本朋之     | 5月19日       |
| 第32話第919話 | 夕食は食べたけど             | 浦沢義雄 | 木村哲       | 松本朋之     | 松本朋之     | 5月20日       |
| 第33話第920話 | 保健室から追い出せ           | 浦沢義雄 | 室谷靖       | 松本朋之     | 松本朋之     | 5月21日       |
| 第34話第921話 | 罰は忍者食                   | 浦沢義雄 | 木村哲       | 渡辺健一郎   | 谷口守泰     | 5月22日       |
| 第35話第922話 | 弟子を戻せ                   | 浦沢義雄 | 室谷靖       | 沼田誠也     | 谷口守泰     | 5月23日       |
| 第36話第923話 | 小松田の素質                 | 浦沢義雄 | 室谷靖       | 渡辺健一郎   | 野口木ノ実   | 5月26日       |
| 第37話第924話 | 学園長を守れ                 | 浦沢義雄 | 根岸宏樹     | 根岸宏樹     | 遠藤靖裕     | 5月27日       |
| 第38話第925話 | 戸部先生の食べすぎ           | 浦沢義雄 | 入好さとる   | 根岸宏樹     | 六崎光幸     | 5月28日       |
| 第39話第926話 | 理想の忍者                   | 阪口和久 | 橋本敏一     | 根岸宏樹     | 武内啓       | 5月29日       |
| 第40話第927話 | やっぱり師匠だ               | 浦沢義雄 | 荻原露光     | 荻原露光     | 水村十司     | 5月30日       |
| 第41話第928話 | 八方斎の家出                 | 浦沢義雄 | 奥脇雅晴     | 荻原露光     | 水村十司     | 6月2日        |
| 第42話第929話 | 火縄銃の授業                 | 浦沢義雄 | 木村哲       | 荻原露光     | 水村十司     | 6月3日        |
| 第43話第930話 | 和尚さまがだまされた         | 浦沢義雄 | 望月智充     | 山田みちしろ | 芳川弥生     | 6月4日        |
| 第44話第931話 | 忍者の鑑                     | 田村竜   | 望月智充     | 山田みちしろ | 芳川弥生     | 6月5日        |
| 第45話第932話 | 裏々山を守れ                 | 田村竜   | 芝山努       | 吉田光春     | 芳川弥生     | 6月6日        |
| 第46話第933話 | 名刀が盗まれた               | 浦沢義雄 | 横山広行     | 成川武千嘉   | 市来剛       | 6月9日        |
| 第47話第934話 | 布所屋の土蔵                 | 浦沢義雄 | 横山広行     | 成川武千嘉   | 市来剛       | 6月10日       |
| 第48話第935話 | ハッタリ剣豪                 | 浦沢義雄 | 横山広行     | 成川武千嘉   | 市来剛       | 6月11日       |
| 第49話第936話 | 縁の下の戦い                 | 浦沢義雄 | 横山広行     | 松本朋之     | 松本朋之     | 6月12日       |
| 第50話第937話 | 名刀の影                     | 浦沢義雄 | 横山広行     | 松本朋之     | 松本朋之     | 6月13日       |
| 第51話第938話 | しぶ鬼の悩み                 | 浦沢義雄 | 木村哲       | 矢野篤       | 川口博史     | 6月16日       |
| 第52話第939話 | 社会見学はどうなる           | 浦沢義雄 | 望月智充     | 矢野篤       | 川口博史     | 6月17日       |
| 第53話第940話 | 同行厳禁                     | 阪口和久 | 志村錠児     | 矢野篤       | 川口博史     | 6月18日       |
| 第54話第941話 | 滝夜叉丸のかぜ               | 浦沢義雄 | 木村哲       | 松本朋之     | 松本朋之     | 6月19日       |
| 第55話第942話 | 夕食を食べに行こう           | 浦沢義雄 | 木村哲       | 沼田誠也     | 木ノ下由美子 | 6月20日       |
| 第56話第943話 | 優しい方がいい               | 阪口和久 | 根岸宏樹     | 沼田誠也     | 森野たまこ   | 6月23日       |
| 第57話第944話 | うなぎ屋開店                 | 浦沢義雄 | 木村哲       | 沼田誠也     | 森野たまこ   | 6月24日       |
| 第58話第945話 | お互いさま                   | 阪口和久 | 志村錠児     | 成川武千嘉   | 鈴木玲子     | 6月25日       |
| 第59話第946話 | 見えすいた奴                 | 浦沢義雄 | 室谷靖       | 成川武千嘉   | 武内啓       | 6月26日       |
| 第60話第947話 | 鬼蜘蛛丸の体質               | 浦沢義雄 | 根岸宏樹     | 成川武千嘉   | 六崎光幸     | 6月27日       |
| 第61話第948話 | 手裏剣がない                 | 浦沢義雄 | 望月智充     | 吉田光春     | 芳川弥生     | 6月30日       |
| 第62話第949話 | 合戦場の弁当                 | 浦沢義雄 | 望月智充     | 山田みちしろ | 芳川弥生     | 7月1日        |
| 第63話第950話 | 竜王丸大先生                 | 浦沢義雄 | 芝山努       | 山田みちしろ | 芳川弥生     | 7月2日        |
| 第64話第951話 | 届かないラブレター           | 阪口和久 | 佐藤卓哉     | 矢野篤       | 川口博史     | 7月3日        |
| 第65話第952話 | 風魔に戻せ                   | 浦沢義雄 | 横山広行     | 矢野篤       | 川口博史     | 7月4日        |
| 第66話第953話 | 夫婦で尾行                   | 浦沢義雄 | 横山広行     | 矢野篤       | 川口博史     | 7月7日        |
| 第67話第954話 | 優秀な上級生                 | 田村竜   | 佐藤卓哉     | 根岸宏樹     | 遠藤靖裕     | 7月8日        |
| 第68話第955話 | お頭失格                     | 浦沢義雄 | 根岸宏樹     | 根岸宏樹     | 鈴木玲子     | 7月9日        |
| 第69話第956話 | ドクタケくノ一を作れ         | 阪口和久 | 佐藤卓哉     | 根岸宏樹     | 鈴木玲子     | 7月10日       |
| 第70話第957話 | 正夢対策                     | 浦沢義雄 | 河内日出夫   | 山田みちしろ | 芳川弥生     | 7月11日       |
| 第71話第958話 | サラサラヘア                 | 浦沢義雄 | 望月智充     | 望月智充     | 木村文代     | 7月14日       |
| 第72話第959話 | しんべヱのハリガネ髪         | 浦沢義雄 | 望月智充     | 望月智充     | 木村文代     | 7月15日       |
| 第73話第960話 | リンスの正体                 | 浦沢義雄 | 望月智充     | 望月智充     | 木村文代     | 7月16日       |
| 第74話第961話 | 迷子の殿様                   | 阪口和久 | 藤森雅也     | 吉田光春     | 芳川弥生     | 7月17日       |
| 第75話第962話 | おいしい授業                 | 田村竜   | 河内日出夫   | 山田みちしろ | 芳川弥生     | 7月18日       |
| 第76話第963話 | 新しい出城                   | 浦沢義雄 | 奥脇雅晴     | 近藤優次     | 近藤優次     | 7月21日       |
| 第77話第964話 | いろいろな仕掛け             | 浦沢義雄 | 奥脇雅晴     | 近藤優次     | 近藤優次     | 7月22日       |
| 第78話第965話 | 出城の正体                   | 浦沢義雄 | 奥脇雅晴     | 近藤優次     | 近藤優次     | 7月23日       |
| 第79話第966話 | 出城を爆破                   | 浦沢義雄 | 奥脇雅晴     | 成川武千嘉   | 遠藤靖裕     | 7月24日       |
| 第80話第967話 | 出城が壊れた                 | 浦沢義雄 | 奥脇雅晴     | 成川武千嘉   | 六崎光幸     | 7月24日       |

## 第12期
2004年4月5日から7月23日まで放送された。全80話、通算1047回。
| 話数通算       | サブタイトル           | 脚本       | 絵コンテ     | 演出       | 作画監督   | 初放送日      |
| -------------- | ---------------------- | ---------- | ------------ | ---------- | ---------- | ------------- |
| 第1話第968話   | 新しい委員             | 浦沢義雄   | 鈴木卓夫     | 成川武千嘉 | 川口博史   | 2004年 4月5日 |
| 第2話第969話   | 作法委員               | 浦沢義雄   | 鈴木卓夫     | 成川武千嘉 | 川口博史   | 4月6日        |
| 第3話第970話   | 達磨鬼の匂い           | 浦沢義雄   | 奥脇雅晴     | 成川武千嘉 | 遠藤靖裕   | 4月7日        |
| 第4話第971話   | 楽しい夕食作り         | 浦沢義雄   | 奥脇雅晴     | 成川武千嘉 | 川口博史   | 4月8日        |
| 第5話第972話   | 大手柄                 | 田村竜     | 奥脇雅晴     | 成川武千嘉 | 川口博史   | 4月9日        |
| 第6話第973話   | 小松田追い出される？   | 浦沢義雄   | 橋本三郎     | 橋本三郎   | 水村十司   | 4月12日       |
| 第7話第974話   | 出茂鹿之介の陰謀       | 浦沢義雄   | 橋本三郎     | 橋本三郎   | 水村十司   | 4月13日       |
| 第8話第975話   | わかりやすい人影       | 浦沢義雄   | 橋本三郎     | 橋本三郎   | 昆進之介   | 4月14日       |
| 第9話第976話   | 八方斎のイメージ       | 浦沢義雄   | 木村哲       | 成川武千嘉 | 木村文代   | 4月15日       |
| 第10話第977話  | 滝夜叉丸の修行         | 浦沢義雄   | 木村哲       | 成川武千嘉 | 遠藤靖裕   | 4月16日       |
| 第11話第978話  | 南蛮妖術               | 浦沢義雄   | 横山広行     | 横山広行   | 近藤優次   | 4月19日       |
| 第12話第979話  | 火薬が盗まれた         | 浦沢義雄   | 横山広行     | 横山広行   | 近藤優次   | 4月20日       |
| 第13話第980話  | 庄左ヱ門を助けろ       | 浦沢義雄   | 横山広行     | 横山広行   | 近藤優次   | 4月21日       |
| 第14話第981話  | 松千代先生の授業       | 浦沢義雄   | 木村哲       | 木下ゆうき | あおのゆか | 4月22日       |
| 第15話第982話  | 猿捕獲大作戦           | 下山健人   | 室谷靖       | 木下ゆうき | あおのゆか | 4月23日       |
| 第16話第983話  | 大量のカボチャ         | 浦沢義雄   | 鈴木卓夫     | 吉田光春   | 木村文代   | 4月26日       |
| 第17話第984話  | サクラ谷の合戦         | 浦沢義雄   | 鈴木卓夫     | 中島裕一   | 木村文代   | 4月27日       |
| 第18話第985話  | 古い忍術               | 浦沢義雄   | 河内日出夫   | 吉原幸之助 | 木村文代   | 4月28日       |
| 第19話第986話  | 風魔の悪党             | 浦沢義雄   | 横山広行     | 横山広行   | 近藤優次   | 4月29日       |
| 第20話第987話  | 忍術学園の怖さ         | 浦沢義雄   | 横山広行     | 横山広行   | 近藤優次   | 4月30日       |
| 第21話第988話  | 食堂のメニュー         | 浦沢義雄   | 横山広行     | 横山広行   | 近藤優次   | 5月3日        |
| 第22話第989話  | 恐るべき学園           | 浦沢義雄   | 三家本泰美   | 三家本泰美 | 水村十司   | 5月4日        |
| 第23話第990話  | 楽しい野宿             | 浦沢義雄   | 三家本泰美   | 三家本泰美 | 水村十司   | 5月5日        |
| 第24話第991話  | きり丸の探偵           | 浦沢義雄   | 三家本泰美   | 三家本泰美 | 水村十司   | 5月6日        |
| 第25話第992話  | 山ぶ鬼との対決         | 浦沢義雄   | 木村哲       | 成川武千嘉 | 川口博史   | 5月7日        |
| 第26話第993話  | ニセ利吉               | 浦沢義雄   | しぎのあきら | 成川武千嘉 | 藤田宗克   | 5月10日       |
| 第27話第994話  | 空回り                 | 板垣悟司   | しぎのあきら | 成川武千嘉 | 木村文代   | 5月11日       |
| 第28話第995話  | 利吉のけが             | 浦沢義雄   | 木村哲       | 清水明     | 山本勝也   | 5月12日       |
| 第29話第996話  | 八方斎の張子の馬       | 浦沢義雄   | 木村哲       | 清水明     | 山本勝也   | 5月13日       |
| 第30話第997話  | ユキ対一年は組         | 浦沢義雄   | 木村哲       | 清水明     | 山本勝也   | 5月14日       |
| 第31話第998話  | カメ子のダメダメダメ   | 浦沢義雄   | 鈴木卓夫     | 成川武千嘉 | 遠藤靖裕   | 5月17日       |
| 第32話第999話  | 天丼が食べたい         | 浦沢義雄   | 鈴木卓夫     | 成川武千嘉 | 佐藤清光   | 5月18日       |
| 第33話第1000話 | 風鬼と雨鬼と鳩         | 浦沢義雄   | 鈴木卓夫     | 矢野篤     | 浦中利浩   | 5月19日       |
| 第34話第1001話 | 金楽寺の墓掃除         | 浦沢義雄   | しぎのあきら | 近藤優次   | 近藤優次   | 5月20日       |
| 第35話第1002話 | 身代りしんべヱ         | 下山健人   | 木村哲       | 近藤優次   | 近藤優次   | 5月21日       |
| 第36話第1003話 | 新しいリーダー         | 浦沢義雄   | しぎのあきら | 近藤優次   | 近藤優次   | 5月24日       |
| 第37話第1004話 | うなぎが食べたい       | 浦沢義雄   | 矢沢則夫     | 吉田光春   | 木村文代   | 5月25日       |
| 第38話第1005話 | おいしいおにぎり       | 浦沢義雄   | しぎのあきら | 中島祐一   | 木村文代   | 5月26日       |
| 第39話第1006話 | 図書委員               | 浦沢義雄   | 矢沢則夫     | 吉原幸之助 | 木村文代   | 5月27日       |
| 第40話第1007話 | 共同授業               | 浦沢義雄   | 橋本三郎     | 橋本三郎   | 水村十司   | 5月28日       |
| 第41話第1008話 | おいしいラッキョウ     | 浦沢義雄   | 橋本三郎     | 橋本三郎   | 水村十司   | 5月31日       |
| 第42話第1009話 | 金楽寺のいくさ         | 浦沢義雄   | 橋本三郎     | 橋本三郎   | 水村十司   | 6月1日        |
| 第43話第1010話 | 抜天坊が来た           | 浦沢義雄   | 小野木一樹   | 小野木一樹 | 川口博史   | 6月2日        |
| 第44話第1011話 | ライバル達磨鬼         | 浦沢義雄   | 小野木一樹   | 小野木一樹 | 川口博史   | 6月3日        |
| 第45話第1012話 | 八方斎の肖像画         | 田村竜     | 小野木一樹   | 小野木一樹 | 川口博史   | 6月4日        |
| 第46話第1013話 | 父親と釣りに行きたい   | 浦沢義雄   | 矢沢則夫     | 木下ゆうき | あおのゆか | 6月7日        |
| 第47話第1014話 | 台風が来る             | 浦沢義雄   | 矢沢則夫     | 木下ゆうき | あおのゆか | 6月8日        |
| 第48話第1015話 | 大きなサメが出た       | 浦沢義雄   | 矢沢則夫     | 木下ゆうき | あおのゆか | 6月9日        |
| 第49話第1016話 | しんべヱの憂鬱         | 下山健人   | しぎのあきら | 清水明     | 山本勝也   | 6月10日       |
| 第50話第1017話 | 名刀がほしい           | 浦沢義雄   | しぎのあきら | 清水明     | 山本勝也   | 6月11日       |
| 第51話第1018話 | 一年い組の乱           | 浦沢義雄   | 鈴木卓夫     | 清水明     | 山本勝也   | 6月14日       |
| 第52話第1019話 | 深夜のアルバイト       | 田村竜     | 矢沢則夫     | 成川武千嘉 | 藤田宗克   | 6月15日       |
| 第53話第1020話 | 尾行調査               | 下山健人   | しぎのあきら | 成川武千嘉 | 藤田宗克   | 6月16日       |
| 第54話第1021話 | きり丸のずる休み       | 下山健人   | 鈴木玲子     | 成川武千嘉 | 遠藤靖裕   | 6月17日       |
| 第55話第1022話 | そんなはずは…          | 田村竜     | しぎのあきら | 近藤優次   | 近藤優次   | 6月18日       |
| 第56話第1023話 | 事務員の勘違い         | 板垣悟司   | 矢沢則夫     | 近藤優次   | 近藤優次   | 6月21日       |
| 第57話第1024話 | 学園長の振り替え授業   | 阪口和久   | 矢沢則夫     | 近藤優次   | 近藤優次   | 6月22日       |
| 第58話第1025話 | おシゲちゃんが悪い     | 浦沢義雄   | 矢沢則夫     | 吉田光春   | 芳川弥生   | 6月23日       |
| 第59話第1026話 | アルバイトはくノ一     | 浦沢義雄   | しぎのあきら | 浦中利浩   | 芳川弥生   | 6月24日       |
| 第60話第1027話 | ナメクジを隠せ         | 浦沢義雄   | 矢沢則夫     | 吉原幸之助 | 芳川弥生   | 6月25日       |
| 第61話第1028話 | 剣豪への招待状         | 浦沢義雄   | 木村哲       | 三家本泰美 | 水村十司   | 6月28日       |
| 第62話第1029話 | 根性のある店員         | 浦沢義雄   | 矢沢則夫     | 三家本泰美 | 水村十司   | 6月29日       |
| 第63話第1030話 | 正体をあばけ！         | 浦沢義雄   | しぎのあきら | 三家本泰美 | 水村十司   | 6月30日       |
| 第64話第1031話 | 竜王丸の器             | 浦沢義雄   | 小野木一樹   | 小野木一樹 | 佐藤清光   | 7月1日        |
| 第65話第1032話 | おばちゃんの感謝       | 浦沢義雄   | 鈴木卓夫     | 小野木一樹 | 川口博史   | 7月2日        |
| 第66話第1033話 | 立派な忍者になるために | 板垣悟司   | 小野木一樹   | 小野木一樹 | 川口博史   | 7月5日        |
| 第67話第1034話 | 軍船が奪われた         | 浦沢義雄   | 横山広行     | 近藤優次   | 近藤優次   | 7月6日        |
| 第68話第1035話 | 派遣社員たち           | 浦沢義雄   | 横山広行     | 近藤優次   | 近藤優次   | 7月7日        |
| 第69話第1036話 | 幻術対幻術             | 浦沢義雄   | 横山広行     | 近藤優次   | 近藤優次   | 7月8日        |
| 第70話第1037話 | 保健委員のレポート     | 河内日出夫 | 河内日出夫   | 河内日出夫 | 芳川弥生   | 7月9日        |
| 第71話第1038話 | 話を聞いて             | 河内日出夫 | 河内日出夫   | 河内日出夫 | 芳川弥生   | 7月12日       |
| 第72話第1039話 | しぶ鬼の新たな悩み     | 河内日出夫 | 河内日出夫   | 河内日出夫 | 芳川弥生   | 7月13日       |
| 第73話第1040話 | 望太の弟子入り         | 浦沢義雄   | 奥脇雅晴     | 成川武千嘉 | 藤田宗克   | 7月14日       |
| 第74話第1041話 | 新しい別荘             | 浦沢義雄   | 矢沢則夫     | 成川武千嘉 | 藤田宗克   | 7月15日       |
| 第75話第1042話 | 見えない妻             | 浦沢義雄   | 木村哲       | 成川武千嘉 | 遠藤靖裕   | 7月16日       |
| 第76話第1043話 | ドクタケ水軍のコーチ   | 浦沢義雄   | 木村哲       | 矢野篤     | 藤田宗克   | 7月19日       |
| 第77話第1044話 | ユキ走る               | 浦沢義雄   | 志村錠児     | 矢野篤     | 芳川弥生   | 7月20日       |
| 第78話第1045話 | 救出厳禁               | 阪口和久   | 志村錠児     | 藤森雅也   | 藤森雅也   | 7月21日       |
| 第79話第1046話 | 俺でもなれる           | 浦沢義雄   | 矢沢則夫     | 小野木一樹 | 川口博史   | 7月22日       |
| 第80話第1047話 | お帰りなさい           | 浦沢義雄   | 木村哲       | 小野木一樹 | 川口博史   | 7月23日       |

## 第13期
2005年4月4日から6月20日まで放送された。全56話、通算1103回。
| 話数通算       | サブタイトル         | 脚本     | 絵コンテ   | 演出       | 作画監督          | 初放送日      |
| -------------- | -------------------- | -------- | ---------- | ---------- | ----------------- | ------------- |
| 第1話第1048話  | ハンサムな…          | 浦沢義雄 | 芝山努     | 小野木一樹 | 藤森雅也          | 2005年 4月4日 |
| 第2話第1049話  | 家賃を払ってない     | 浦沢義雄 | 小野木一樹 | 小野木一樹 | 藤森雅也          | 4月5日        |
| 第3話第1050話  | 風の玉三郎はイイ男   | 浦沢義雄 | 小野木一樹 | 小野木一樹 | 藤森雅也          | 4月6日        |
| 第4話第1051話  | 大家はこわい         | 浦沢義雄 | 小野木一樹 | 小野木一樹 | 藤森雅也          | 4月7日        |
| 第5話第1052話  | 吉野先生の家庭訪問   | 浦沢義雄 | 岡英和     | 成川武千嘉 | 遠藤靖裕          | 4月8日        |
| 第6話第1053話  | ホウキタケ忍者       | 浦沢義雄 | 木村哲     | 吉田光春   | 芳川弥生          | 4月11日       |
| 第7話第1054話  | 早すぎた天才         | 浦沢義雄 | 木村哲     | 吉田光春   | 芳川弥生          | 4月12日       |
| 第8話第1055話  | 部長補佐のヒラ       | 浦沢義雄 | 木村哲     | 吉田光春   | 芳川弥生          | 4月13日       |
| 第9話第1056話  | 藤棚藤十郎           | 浦沢義雄 | 矢沢則夫   | 成川武千嘉 | 川口博史          | 4月14日       |
| 第10話第1057話 | 忍者の正しい心       | 浦沢義雄 | 矢沢則夫   | 成川武千嘉 | 藤田宗克          | 4月15日       |
| 第11話第1058話 | ドクタケの留学       | 浦沢義雄 | 木村哲     | 大杉宜弘   | 大杉宜弘          | 4月18日       |
| 第12話第1059話 | 作りたいメニュー     | 浦沢義雄 | 矢沢則夫   | 大杉宜弘   | 大杉宜弘          | 4月19日       |
| 第13話第1060話 | 父ちゃんのプライド   | 浦沢義雄 | 河内日出夫 | 大杉宜弘   | 大杉宜弘          | 4月20日       |
| 第14話第1061話 | 武道大会前夜         | 浦沢義雄 | 岡英和     | 岡英和     | 川口博史          | 4月21日       |
| 第15話第1062話 | ノロシを解読せよ     | 浦沢義雄 | 岡英和     | 岡英和     | 川口博史          | 4月22日       |
| 第16話第1063話 | ドクたまの来襲       | 浦沢義雄 | 矢沢則夫   | 小野木一樹 | 藤森雅也          | 4月25日       |
| 第17話第1064話 | カメ子の視察         | 浦沢義雄 | 鴫野彰     | 小野木一樹 | 藤森雅也          | 4月26日       |
| 第18話第1065話 | 抜き打ちテスト       | 浦沢義雄 | 岡英和     | 岡英和     | 川口博史          | 4月27日       |
| 第19話第1066話 | リリーと小松田       | 浦沢義雄 | 成川武千嘉 | 成川武千嘉 | 遠藤靖裕          | 4月28日       |
| 第20話第1067話 | 牧之介の夢           | 浦沢義雄 | 鴫野彰     | 成川武千嘉 | 藤田宗克          | 4月29日       |
| 第21話第1068話 | ナゾナゾ好きな忍者   | 下山健人 | 矢沢則夫   | 吉田光春   | 芳川弥生          | 5月2日        |
| 第22話第1069話 | ヘムヘムの海賊       | 浦沢義雄 | 鴫野彰     | 吉田光春   | 芳川弥生          | 5月3日        |
| 第23話第1070話 | 鬼を見た             | 阪口和久 | 小野木一樹 | 中島裕一   | 芳川弥生          | 5月4日        |
| 第24話第1071話 | ナメクジの専門家     | 浦沢義雄 | 矢沢則夫   | 佐々木皓一 | 柳瀬譲二          | 5月5日        |
| 第25話第1072話 | ドクタケ山岳部       | 浦沢義雄 | 矢沢則夫   | 成川武千嘉 | 浦中利浩          | 5月6日        |
| 第26話第1073話 | 辺野茂平次           | 浦沢義雄 | 横山広行   | 佐々木皓一 | 古池敏也          | 5月9日        |
| 第27話第1074話 | 古文書と地図         | 浦沢義雄 | 横山広行   | 佐々木皓一 | 飯飼一幸          | 5月10日       |
| 第28話第1075話 | 地図の穴             | 浦沢義雄 | 横山広行   | 三家本泰美 | 川口博史          | 5月11日       |
| 第29話第1076話 | 天狗岩の下           | 浦沢義雄 | 横山広行   | 三家本泰美 | 佐藤清光          | 5月12日       |
| 第30話第1077話 | 辺野はゴキブリ       | 浦沢義雄 | 横山広行   | 三家本泰美 | 芳川弥生          | 5月13日       |
| 第31話第1078話 | ついてない二人       | 浦沢義雄 | 岡英和     | 岡英和     | 遠藤靖裕          | 5月16日       |
| 第32話第1079話 | 北石照代の助手       | 浦沢義雄 | 岡英和     | 岡英和     | 遠藤田宗克        | 5月17日       |
| 第33話第1080話 | スカウトされる       | 浦沢義雄 | 岡英和     | 岡英和     | 川口博史          | 5月18日       |
| 第34話第1081話 | 見つけるプロ         | 浦沢義雄 | 小野木一樹 | 小野木一樹 | 浦中利浩          | 5月19日       |
| 第35話第1082話 | とんち問答お断り     | 下山健人 | 小野木一樹 | 小野木一樹 | 浦中利浩          | 5月20日       |
| 第36話第1083話 | 狙われた清八         | 浦沢義雄 | 河内日出夫 | 大杉宜弘   | 大杉宜弘          | 5月23日       |
| 第37話第1084話 | すご腕忍者           | 浦沢義雄 | 河内日出夫 | 成川武千嘉 | 芳川弥生          | 5月24日       |
| 第38話第1085話 | 床下には何が？       | 浦沢義雄 | 小野木一樹 | 成川武千嘉 | 芳川弥生          | 5月25日       |
| 第39話第1086話 | カービン銃の行方     | 浦沢義雄 | 成川武千嘉 | 成川武千嘉 | 芳川弥生          | 5月26日       |
| 第40話第1087話 | 土井先生のお嫁さん   | 浦沢義雄 | 矢沢則夫   | 三家本泰美 | 川口博史          | 5月27日       |
| 第41話第1088話 | 荷物を奪い返せ       | 浦沢義雄 | 岡英和     | 三家本泰美 | 藤田宗克 中村裕之 | 5月30日       |
| 第42話第1089話 | 新しいアルバイト     | 浦沢義雄 | 三家本泰美 | 三家本泰美 | 浦中利浩          | 5月31日       |
| 第43話第1090話 | おりんの金           | 浦沢義雄 | 木村哲     | 佐々木皓一 | 柳瀬譲二          | 6月1日        |
| 第44話第1091話 | 勝手に卒業           | 浦沢義雄 | 木村哲     | 佐々木皓一 | 川島明子          | 6月2日        |
| 第45話第1092話 | 新しい味噌汁         | 浦沢義雄 | 鴫野彰     | 佐々木皓一 | 柳瀬譲二          | 6月3日        |
| 第46話第1093話 | 風鬼を返せ           | 浦沢義雄 | 矢沢則夫   | 横山広行   | 石堂伸晴          | 6月6日        |
| 第47話第1094話 | 集中力を高めよ       | 浦沢義雄 | 鴫野彰     | 横山広行   | 石堂伸晴          | 6月7日        |
| 第48話第1095話 | 私のことなんか…      | 浦沢義雄 | 矢沢則夫   | 横山広行   | 石堂伸晴          | 6月8日        |
| 第49話第1096話 | 北石照代の企み       | 浦沢義雄 | 鴫野彰     | 三家本泰美 | 若山佳治          | 6月9日        |
| 第50話第1097話 | 眠れない夜           | 浦沢義雄 | 矢沢則夫   | 三家本泰美 | 河内日出夫        | 6月10日       |
| 第51話第1098話 | ドクタケ忍者募集     | 浦沢義雄 | 木村哲     | 浦中利浩   | 浦中利浩          | 6月13日       |
| 第52話第1099話 | 保健室へ行きたくない | 浦沢義雄 | 岡英和     | 岡英和     | 芳川弥生          | 6月14日       |
| 第53話第1100話 | 里芋行者のスランプ   | 浦沢義雄 | 芝山努     | 岡英和     | 遠藤靖裕          | 6月15日       |
| 第54話第1101話 | それができない忍者   | 浦沢義雄 | 木村哲     | 岡英和     | 川口博史          | 6月16日       |
| 第55話第1102話 | 身代わり厳禁         | 阪口和久 | 河内日出夫 | 小野木一樹 | 藤森雅也          | 6月17日       |
| 第56話第1103話 | ドクタケの勝利       | 浦沢義雄 | 小野木一樹 | 小野木一樹 | 藤森雅也          | 6月20日       |

## 第14期
2006年4月3日から6月9日まで放送された。全50話、通算1153回。
| 話数通算       | サブタイトル           | 脚本     | 絵コンテ   | 演出       | 作画監督          | 初放送日      |
| -------------- | ---------------------- | -------- | ---------- | ---------- | ----------------- | ------------- |
| 第1話第1104話  | 別々の宿題             | 浦沢義雄 | 木村哲     | 小野木一樹 | 遠藤靖裕          | 2006年 4月3日 |
| 第2話第1105話  | 選ばれた忍たま         | 浦沢義雄 | 木村哲     | 小野木一樹 | 藤田宗克          | 4月4日        |
| 第3話第1106話  | 選抜チームに続け       | 浦沢義雄 | 木村哲     | 小野木一樹 | 川口博史          | 4月5日        |
| 第4話第1107話  | 実戦経験がトーフ       | 浦沢義雄 | 横山広行   | 岡英和     | 玉利和枝          | 4月6日        |
| 第5話第1108話  | 小松田君を戻せ         | 浦沢義雄 | 横山広行   | 岡英和     | 玉利和枝          | 4月7日        |
| 第6話第1109話  | 忍者の三病             | 浦沢義雄 | 木村哲     | 吉田光春   | 芳川弥生          | 4月10日       |
| 第7話第1110話  | 忍者の三禁             | 浦沢義雄 | 木村哲     | 吉田光春   | 芳川弥生          | 4月11日       |
| 第8話第1111話  | 太り過ぎたしんべヱ     | 浦沢義雄 | 鴫野彰     | 芳川弥生   | 芳川弥生          | 4月12日       |
| 第9話第1112話  | 先生に好かれる         | 浦沢義雄 | 岡英和     | 岡英和     | 玉利和枝          | 4月13日       |
| 第10話第1113話 | カラアゲ定食を守れ     | 浦沢義雄 | 岡英和     | 岡英和     | 玉利和枝          | 4月14日       |
| 第11話第1114話 | ナメクジを奪った兵     | 浦沢義雄 | 矢沢則夫   | 小野木一樹 | 遠藤靖裕          | 4月17日       |
| 第12話第1115話 | オーマガトキ城の殿様   | 浦沢義雄 | 矢沢則夫   | 小野木一樹 | 藤田宗克          | 4月18日       |
| 第13話第1116話 | 伝令のあやまち         | 浦沢義雄 | 木村哲     | 小野木一樹 | 川口博史          | 4月19日       |
| 第14話第1117話 | タソガレドキ軍の撤退   | 浦沢義雄 | 矢沢則夫   | 岡英和     | 玉利和枝          | 4月20日       |
| 第15話第1118話 | 隊長の怒り             | 浦沢義雄 | 矢沢則夫   | 岡英和     | 玉利和枝          | 4月21日       |
| 第16話第1119話 | まじめに生きてる       | 浦沢義雄 | 木村哲     | 吉田光春   | 芳川弥生          | 4月24日       |
| 第17話第1120話 | セレブな母ちゃん       | 浦沢義雄 | 木村哲     | 吉田光春   | 芳川弥生          | 4月25日       |
| 第18話第1121話 | 第三協栄丸悩む         | 浦沢義雄 | 木村哲     | 吉田光春   | 芳川弥生          | 4月26日       |
| 第19話第1122話 | 学園長の正夢           | 浦沢義雄 | 小野木一樹 | 小野木一樹 | 遠藤靖裕          | 4月27日       |
| 第20話第1123話 | カッパの正体           | 浦沢義雄 | 木村哲     | 小野木一樹 | 川口博史          | 4月28日       |
| 第21話第1124話 | 命をかけた研究         | 浦沢義雄 | 小野木一樹 | 小野木一樹 | 前田康成          | 5月1日        |
| 第22話第1125話 | パパの病気             | 浦沢義雄 | 岡英和     | 岡英和     | 玉利和枝          | 5月2日        |
| 第23話第1126話 | まことのドケチの道     | 浦沢義雄 | 岡英和     | 岡英和     | 玉利和枝          | 5月3日        |
| 第24話第1127話 | 古き大切な友人         | 浦沢義雄 | 矢沢則夫   | 岡英和     | 玉利和枝          | 5月4日        |
| 第25話第1128話 | ドクタケ忍者隊首領選挙 | 浦沢義雄 | 木村哲     | 三家本泰美 | 芳川弥生          | 5月5日        |
| 第26話第1129話 | 助けた貴族             | 浦沢義雄 | 矢沢則夫   | 三家本泰美 | 芳川弥生          | 5月8日        |
| 第27話第1130話 | くノ一の寄り道         | 浦沢義雄 | 矢沢則夫   | 三家本泰美 | 芳川弥生          | 5月9日        |
| 第28話第1131話 | ナメクジに嫌われた     | 浦沢義雄 | 福富博     | 矢野篤     | 生野裕子          | 5月10日       |
| 第29話第1132話 | まじめに働け           | 浦沢義雄 | 福富博     | 矢野篤     | 生野裕子          | 5月11日       |
| 第30話第1133話 | キクラゲ好きの犬       | 浦沢義雄 | 福富博     | 矢野篤     | 生野裕子          | 5月12日       |
| 第31話第1134話 | 小松田の受験           | 浦沢義雄 | 矢沢則夫   | 矢野篤     | 中島裕一          | 5月15日       |
| 第32話第1135話 | 八方斎のバースデー     | 浦沢義雄 | 矢沢則夫   | 矢野篤     | 前田康成          | 5月16日       |
| 第33話第1136話 | 戸部先生の刀を探せ     | 浦沢義雄 | 矢沢則夫   | 矢野篤     | 中島裕一          | 5月17日       |
| 第34話第1137話 | 滝夜叉丸の入院         | 浦沢義雄 | 小野木一樹 | 成川武千嘉 | 遠藤靖裕          | 5月18日       |
| 第35話第1138話 | 勇気を持ちたい         | 浦沢義雄 | 小野木一樹 | 成川武千嘉 | 川口博史          | 5月19日       |
| 第36話第1139話 | お天気のお祈り         | 浦沢義雄 | 小野木一樹 | 成川武千嘉 | 藤田宗克          | 5月22日       |
| 第37話第1140話 | 方向オンチを利用       | 浦沢義雄 | 岡英和     | 岡英和     | 玉利和枝          | 5月23日       |
| 第38話第1141話 | くノ一の弟子!?         | 浦沢義雄 | 矢沢則夫   | 岡英和     | 玉利和枝          | 5月24日       |
| 第39話第1142話 | 多田堂禅の弟子         | 浦沢義雄 | 岡英和     | 岡英和     | 玉利和枝          | 5月25日       |
| 第40話第1143話 | 消えた学園長の本       | 浦沢義雄 | 矢沢則夫   | 吉田光春   | 芳川弥生          | 5月26日       |
| 第41話第1144話 | とんでもない船酔い     | 浦沢義雄 | 矢沢則夫   | 吉田光春   | 芳川弥生          | 5月29日       |
| 第42話第1145話 | 利吉と父ちゃん         | 浦沢義雄 | 矢沢則夫   | 吉田光春   | 芳川弥生          | 5月30日       |
| 第43話第1146話 | かわいいお守り         | 浦沢義雄 | 福富博     | 矢野篤     | 生野裕子          | 5月31日       |
| 第44話第1147話 | 学園長を止めろ！       | 下山健人 | 福富博     | 矢野篤     | 生野裕子          | 6月1日        |
| 第45話第1148話 | 超一流への道           | 下山健人 | 福富博     | 矢野篤     | 生野裕子          | 6月2日        |
| 第46話第1149話 | ヘムヘムの誕生日       | 浦沢義雄 | 矢沢則夫   | 成川武千嘉 | 遠藤靖裕          | 6月5日        |
| 第47話第1150話 | 自然薯居士の幻術       | 浦沢義雄 | 矢沢則夫   | 成川武千嘉 | 藤田宗克          | 6月6日        |
| 第48話第1151話 | 先回り厳禁             | 阪口和久 | 小野木一樹 | 岡英和     | 藤森雅也 川口博史 | 6月7日        |
| 第49話第1152話 | すぎたウワサ           | 阪口和久 | 岡英和     | 岡英和     | 玉利和枝          | 6月8日        |
| 第50話第1153話 | 表彰するのは誰         | 浦沢義雄 | 河内日出夫 | 岡英和     | 玉利和枝          | 6月9日        |

## 第15期
2007年4月2日から6月12日まで放送された。 5月4日はスペシャルアニメを放送。全50話、通算1203回。
| 話数通算       | サブタイトル           | 脚本     | 絵コンテ      | 演出       | 作画監督        | 初放送日      |
| -------------- | ---------------------- | -------- | ------------- | ---------- | --------------- | ------------- |
| 第1話第1154話  | 謎の辻刈り             | 浦沢義雄 | 河内日出夫    | 成川武千嘉 | 遠藤靖裕        | 2007年 4月2日 |
| 第2話第1155話  | 七個のツムジ           | 浦沢義雄 | 矢沢則夫      | 三家本泰美 | をがわいちろを  | 4月3日        |
| 第3話第1156話  | 敵、それとも味方？     | 浦沢義雄 | 矢沢則夫      | 三家本泰美 | をがわいちろを  | 4月4日        |
| 第4話第1157話  | 学園長の知り合い       | 浦沢義雄 | 矢沢則夫      | 三家本泰美 | をがわいちろを  | 4月5日        |
| 第5話第1158話  | 二人の元ガールフレンド | 浦沢義雄 | 河内日出夫    | 吉田光春   | 芳川弥生        | 4月6日        |
| 第6話第1159話  | 忍者のスカウトマン     | 浦沢義雄 | 矢沢則夫      | 三家本泰美 | 遠藤靖裕        | 4月9日        |
| 第7話第1160話  | 小松田秀作の不思議     | 浦沢義雄 | 矢沢則夫      | 三家本泰美 | 浦中利浩        | 4月10日       |
| 第8話第1161話  | 盗賊の勘違い           | 浦沢義雄 | 矢沢則夫      | 三家本泰美 | 浦中利浩        | 4月11日       |
| 第9話第1162話  | 田楽豆腐の出店         | 浦沢義雄 | 矢沢則夫      | 吉田光春   | 芳川弥生        | 4月12日       |
| 第10話第1163話 | ドクタケ水軍の資金     | 浦沢義雄 | 矢沢則夫      | 吉田光春   | 芳川弥生        | 4月13日       |
| 第11話第1164話 | 六道と名刀             | 浦沢義雄 | 矢沢則夫      | 成川武千嘉 | 藤田宗克        | 4月16日       |
| 第12話第1165話 | 答案用紙を取り戻せ     | 浦沢義雄 | 鈴木玲子      | 成川武千嘉 | 藤田宗克        | 4月17日       |
| 第13話第1166話 | 退屈しのぎ             | 浦沢義雄 | 岡英和        | 岡英和     | 市来剛          | 4月18日       |
| 第14話第1167話 | 斉藤タカ丸の編入       | 浦沢義雄 | 矢沢則夫      | 岡英和     | 市来剛          | 4月19日       |
| 第15話第1168話 | さち子2世ごめん        | 浦沢義雄 | 矢沢則夫      | 岡英和     | 市来剛          | 4月20日       |
| 第16話第1169話 | ちょいワルじいさん     | 浦沢義雄 | 矢沢則夫      | 吉田光春   | 小林哲也        | 4月23日       |
| 第17話第1170話 | おいしい野菜           | 浦沢義雄 | 矢沢則夫      | 吉田光春   | 芳川弥生        | 4月24日       |
| 第18話第1171話 | 予算会議の乱           | 浦沢義雄 | 木村哲        | 吉田光春   | 芳川弥生        | 4月25日       |
| 第19話第1172話 | ジュンコと小松田       | 浦沢義雄 | 岩崎知子      | 佐藤豊     | 鈴木欽一郎      | 4月26日       |
| 第20話第1173話 | やっぱり戻ろう         | 浦沢義雄 | 鈴木玲子      | 佐藤豊     | 吉崎誠          | 4月27日       |
| 第21話第1174話 | 福富屋の後継者問題     | 浦沢義雄 | 矢沢則夫      | 佐藤豊     | 鈴木欽一郎      | 4月30日       |
| 第22話第1175話 | サメに石火矢           | 浦沢義雄 | 矢沢則夫      | 三家本泰美 | をがわいちろを  | 5月1日        |
| 第23話第1176話 | 早朝マラソン           | 浦沢義雄 | 矢沢則夫      | 三家本泰美 | をがわいちろを  | 5月2日        |
| スペシャル     | ドクタケ温泉           | 浦沢義雄 | 芝山努 福富博 | 岡英和     | 市来剛 浦中利浩 | 5月4日        |
| 第24話第1177話 | 寝床のおりん           | 浦沢義雄 | 矢沢則夫      | 三家本泰美 | をがわいちろを  | 5月7日        |
| 第25話第1178話 | 行列のできる髪結い     | 浦沢義雄 | 岡英和        | 成川武千嘉 | 遠藤靖裕        | 5月8日        |
| 第26話第1179話 | 迷子の戸部先生         | 浦沢義雄 | 矢沢則夫      | 成川武千嘉 | 芳川弥生        | 5月9日        |
| 第27話第1180話 | 金楽寺の盆栽           | 浦沢義雄 | 横山広行      | 成川武千嘉 | 藤田宗克        | 5月10日       |
| 第28話第1181話 | 授業を休む             | 浦沢義雄 | 佐藤豊        | 佐藤豊     | 吉崎誠          | 5月11日       |
| 第29話第1182話 | 危険なアルバイト       | 浦沢義雄 | 矢沢則夫      | 吉田光春   | 小林哲也        | 5月14日       |
| 第30話第1183話 | ヘンな顔のやつら       | 浦沢義雄 | 矢沢則夫      | 吉田光春   | 芳川弥生        | 5月15日       |
| 第31話第1184話 | 積み荷の中身           | 浦沢義雄 | 矢沢則夫      | 吉田光春   | 芳川弥生        | 5月16日       |
| 第32話第1185話 | 鶴山亀蔵               | 浦沢義雄 | 矢沢則夫      | 佐藤豊     | 鈴木欽一郎      | 5月17日       |
| 第33話第1186話 | クサイ忍者             | 浦沢義雄 | 矢沢則夫      | 佐藤豊     | 鈴木欽一郎      | 5月18日       |
| 第34話第1187話 | 一年は組に入りたい     | 浦沢義雄 | 木村哲        | 三家本泰美 | をがわいちろを  | 5月21日       |
| 第35話第1188話 | 海賊の買物             | 阪口和久 | 鈴木玲子      | 三家本泰美 | をがわいちろを  | 5月22日       |
| 第36話第1189話 | あこがれの忍者         | 浦沢義雄 | 鈴木玲子      | 三家本泰美 | をがわいちろを  | 5月23日       |
| 第37話第1190話 | 吉野先生の大きな心     | 浦沢義雄 | 矢沢則夫      | 佐藤清光   | 遠藤靖裕        | 5月24日       |
| 第38話第1191話 | 魔界之先生のバーゲン   | 浦沢義雄 | 矢沢則夫      | 佐藤清光   | 河内日出夫      | 5月25日       |
| 第39話第1192話 | ある仕事の依頼         | 浦沢義雄 | 矢沢則夫      | 佐藤清光   | 藤田宗克        | 5月28日       |
| 第40話第1193話 | 花房牧之介の思い出     | 浦沢義雄 | 河内日出夫    | 成川武千嘉 | 市来剛          | 5月29日       |
| 第41話第1194話 | 修行厳禁               | 阪口和久 | 芝山努        | 成川武千嘉 | 市来剛          | 5月30日       |
| 第42話第1195話 | 一年い組の優秀な授業   | 浦沢義雄 | 横山広行      | 成川武千嘉 | 市来剛          | 5月31日       |
| 第43話第1196話 | ツイてない日           | 浦沢義雄 | 矢沢則夫      | 岡英和     | 浦中利浩        | 6月1日        |
| 第44話第1197話 | 良い子を見っけ         | 浦沢義雄 | 矢沢則夫      | 岡英和     | 浦中利浩        | 6月4日        |
| 第45話第1198話 | 火矢奪回作戦           | 阪口和久 | 矢沢則夫      | 岡英和     | 浦中利浩        | 6月5日        |
| 第46話第1199話 | 観察力を養う           | 浦沢義雄 | 芝山努        | 三家本泰美 | をがわいちろを  | 6月6日        |
| 第47話第1200話 | 第三協栄丸を探せ       | 浦沢義雄 | 三家本泰美    | 三家本泰美 | をがわいちろを  | 6月7日        |
| 第48話第1201話 | 八方斎の頭は固い       | 浦沢義雄 | 矢沢則夫      | 三家本泰美 | をがわいちろを  | 6月8日        |
| 第49話第1202話 | 山田先生の奥さんの愛   | 浦沢義雄 | 鈴木玲子      | 吉田光春   | 小林哲也        | 6月11日       |
| 第50話第1203話 | 山田先生の料理         | 浦沢義雄 | 木村哲        | 吉田光春   | 芳川弥生        | 6月12日       |

放送休止
- 2007年5月3日：おじゃる丸スペシャル「満月ロード危機一髪 〜タマにはマロも大冒険〜」(18:00 - 18:50)

## 第16期
2008年3月31日から8月1日、8月18日から8月29日まで放送された。全100話、通算1303回。
本シリーズより摂津のきり丸、潮江文次郎、七松小平太、中在家長次による「アルバイトシリーズ」が開始。同シリーズの脚本を担当している阪口和久は第9期より開始した厳禁シリーズを書く前に文次郎の話を書いてほしいと言われたことがあったが、当時は自身の中でキャラクターが固まっておらず難しかったという。文次郎もはっちゃけたキャラクターではあるが、ひたすた忍者してるだけだと地味なイメージになってしまい、小平太と長次の2人を組む合わせるとよく動くようになったことからこの3人が組むことになったという。当時の監督である河内日出夫はきり丸のアルバイトを六年生が手伝うものの、結果としてはきり丸が六年生に振り回されるというおかしさを狙ってるシリーズだと語っている。
| 話数通算        | サブタイトル           | 脚本     | 絵コンテ   | 演出         | 作画監督        | 初放送日       |
| --------------- | ---------------------- | -------- | ---------- | ------------ | --------------- | -------------- |
| 第1話第1204話   | 飯加玄南が来た         | 浦沢義雄 | 横山広行   | 吉田光春     | 芳川弥生        | 2008年 3月31日 |
| 第2話第1205話   | 髪結いに行く           | 浦沢義雄 | 横山広行   | 吉田光春     | 芳川弥生        | 4月1日         |
| 第3話第1206話   | 代官館に潜入           | 浦沢義雄 | 横山広行   | 吉田光春     | 芳川弥生        | 4月2日         |
| 第4話第1207話   | 荒れ寺のアルバイト     | 浦沢義雄 | 井上茜     | 井上茜       | 粉川剛 市来剛   | 4月3日         |
| 第5話第1208話   | 新野先生を助けろ       | 浦沢義雄 | 井上茜     | 井上茜       | 粉川剛 市来剛   | 4月4日         |
| 第6話第1209話   | 怪しい老人             | 浦沢義雄 | 矢沢則夫   | 吉田光春     | 芳川弥生        | 4月7日         |
| 第7話第1210話   | 怪しい屋敷             | 浦沢義雄 | 矢沢則夫   | 吉田光春     | 芳川弥生        | 4月8日         |
| 第8話第1211話   | 伝子と利子             | 浦沢義雄 | 矢沢則夫   | 吉田光春     | 芳川弥生        | 4月9日         |
| 第9話第1212話   | 駐在所の所長           | 浦沢義雄 | 矢沢則夫   | 井上茜       | 小林哲也        | 4月10日        |
| 第10話第1213話  | 屋敷を爆破する         | 浦沢義雄 | 矢沢則夫   | 井上茜       | 遠藤靖裕        | 4月11日        |
| 第11話第1214話  | 真夜中の委員会         | 浦沢義雄 | 横山広行   | 成川武千嘉   | 石之博和 市来剛 | 4月14日        |
| 第12話第1215話  | 用具委員長初登場       | 浦沢義雄 | 横山広行   | 成川武千嘉   | 石之博和 市来剛 | 4月15日        |
| 第13話第1216話  | 深夜のドクたま         | 浦沢義雄 | 芝山努     | 山田みちしろ | 市来剛 王淼     | 4月16日        |
| 第14話第1217話  | どこで寝るの           | 浦沢義雄 | 芝山努     | 山田みちしろ | 市来剛 王淼     | 4月17日        |
| 第15話第1218話  | 暑くてたまらん         | 浦沢義雄 | 矢沢則夫   | 山田みちしろ | 鈴木玲子        | 4月18日        |
| 第16話第1219話  | 変なドクたま           | 浦沢義雄 | 矢沢則夫   | 滝沢潤       | 吉原幸之助      | 4月21日        |
| 第17話第1220話  | 臨海学校               | 浦沢義雄 | 矢沢則夫   | 滝沢潤       | 吉原幸之助      | 4月22日        |
| 第18話第1221話  | 水軍の作法             | 浦沢義雄 | 矢沢則夫   | 滝沢潤       | 吉原幸之助      | 4月23日        |
| 第19話第1222話  | 一年い組が捕まった     | 浦沢義雄 | 井上茜     | 井上茜       | 藤田宗克        | 4月24日        |
| 第20話第1223話  | 古い日記               | 浦沢義雄 | 横山広行   | 成川武千嘉   | 石之博和 市来剛 | 4月25日        |
| 第21話第1224話  | 再び玄南くん           | 浦沢義雄 | 横山広行   | 成川武千嘉   | 石之博和 市来剛 | 4月28日        |
| 第22話第1225話  | ピクニックの谷         | 浦沢義雄 | 横山広行   | 成川武千嘉   | 石之博和 市来剛 | 4月29日        |
| 第23話第1226話  | 谷の入口・出口         | 浦沢義雄 | 横山広行   | 成川武千嘉   | 石之博和 市来剛 | 4月30日        |
| 第24話第1227話  | 霞うちわの術           | 浦沢義雄 | 滝沢潤     | 滝沢潤       | 藤田宗克        | 5月1日         |
| 第25話第1228話  | 忘れた縄抜け           | 浦沢義雄 | 木村哲     | 井上茜       | 粉川剛 市来剛   | 5月2日         |
| 第26話第1229話  | 委員会活動停止         | 浦沢義雄 | 矢沢則夫   | 小澤慎一朗   | をがわいちろを  | 5月5日         |
| 第27話第1230話  | 委員会対抗戦           | 浦沢義雄 | 矢沢則夫   | 小澤慎一朗   | をがわいちろを  | 5月6日         |
| 第28話第1231話  | 見張り小屋             | 浦沢義雄 | 矢沢則夫   | 小澤慎一朗   | をがわいちろを  | 5月7日         |
| 第29話第1232話  | 保健委員会ののろし     | 浦沢義雄 | 矢沢則夫   | 小野木一樹   | 吉原幸之助      | 5月8日         |
| 第30話第1233話  | 忍術学園の先生         | 浦沢義雄 | 滝沢潤     | 滝沢潤       | 小林哲也        | 5月9日         |
| 第31話第1234話  | 野生の牧之介           | 浦沢義雄 | 根岸宏樹   | 滝沢潤       | 遠藤靖裕        | 5月12日        |
| 第32話第1235話  | 対決！学園長対土井先生 | 浦沢義雄 | 小野木一樹 | 小野木一樹   | 吉原幸之助      | 5月13日        |
| 第33話第1236話  | おとり厳禁             | 阪口和久 | 小野木一樹 | 小野木一樹   | 吉原幸之助      | 5月14日        |
| 第34話第1237話  | 着物の柄               | 阪口和久 | 芝山努     | 山田みちしろ | 市来剛 馮淼     | 5月15日        |
| 第35話第1238話  | 夜間宿泊訓練           | 阪口和久 | 芝山努     | 山田みちしろ | 市来剛 馮淼     | 5月16日        |
| 第36話第1239話  | 急ぎの老人             | 浦沢義雄 | 横山広行   | 吉田光春     | 芳川弥生        | 5月19日        |
| 第37話第1240話  | 二手に分かれて         | 浦沢義雄 | 横山広行   | 吉田光春     | 芳川弥生        | 5月20日        |
| 第38話第1241話  | 事件の本質             | 浦沢義雄 | 横山広行   | 吉田光春     | 芳川弥生        | 5月21日        |
| 第39話第1242話  | 園田村へ急げ           | 浦沢義雄 | 中西伸彰   | 陸奥悟朗     | 粉川剛 市来剛   | 5月22日        |
| 第40話第1243話  | 六年生の子守唄         | 阪口和久 | 矢沢則夫   | 山田みちしろ | 市来剛          | 5月23日        |
| 第41話第1244話  | 護衛はだれに？         | 浦沢義雄 | 中西伸彰   | 陸奥悟朗     | 粉川剛 市来剛   | 5月26日        |
| 第42話第1245話  | いざ！総動員           | 阪口和久 | 中西伸彰   | 陸奥悟朗     | 粉川剛 市来剛   | 5月27日        |
| 第43話第1246話  | まじめな魚屋さん       | 浦沢義雄 | 滝沢潤     | 滝沢潤       | 遠藤靖裕        | 5月28日        |
| 第44話第1247話  | 山賊が引っ越してきた   | 阪口和久 | 小野木一樹 | 小野木一樹   | 吉原幸之助      | 5月29日        |
| 第45話第1248話  | 遠くへ行きたい         | 浦沢義雄 | 小野木一樹 | 小野木一樹   | 吉原幸之助      | 5月30日        |
| 第46話第1249話  | 再び園田村へ           | 浦沢義雄 | 滝沢潤     | 滝沢潤       | 藤田宗克        | 6月2日         |
| 第47話第1250話  | 照星と佐武衆           | 浦沢義雄 | 矢沢則夫   | 滝沢潤       | 小林哲也        | 6月3日         |
| 第48話第1251話  | はずむ砲弾             | 浦沢義雄 | 矢沢則夫   | 三家本泰美   | 石之博和 市来剛 | 6月4日         |
| 第49話第1252話  | 臼砲のキューちゃん     | 浦沢義雄 | 矢沢則夫   | 三家本泰美   | 石之博和 市来剛 | 6月5日         |
| 第50話第1253話  | 燃える逆茂木           | 浦沢義雄 | 矢沢則夫   | 三家本泰美   | 石之博和 市来剛 | 6月6日         |
| 第51話第1254話  | 学園長の自慢話         | 浦沢義雄 | 木村哲     | 小野木一樹   | 吉原幸之助      | 6月9日         |
| 第52話第1255話  | 仕事の途中で…          | 浦沢義雄 | 矢沢則夫   | 山田みちしろ | 市来剛 馮淼     | 6月10日        |
| 第53話第1256話  | ソウコは大食い         | 浦沢義雄 | 芝山努     | 山田みちしろ | 市来剛 馮淼     | 6月11日        |
| 第54話第1257話  | 家を取られた           | 浦沢義雄 | 矢沢則夫   | 山田みちしろ | 市来剛          | 6月12日        |
| 第55話第1258話  | ユリコの病             | 浦沢義雄 | 矢沢則夫   | 佐藤豊       | 吉崎誠          | 6月13日        |
| 第56話第1259話  | 好きなものを食べる     | 浦沢義雄 | 横山広行   | 吉田光春     | 芳川弥生        | 6月16日        |
| 第57話第1260話  | 大借り物競走           | 浦沢義雄 | 横山広行   | 吉田光春     | 芳川弥生        | 6月17日        |
| 第58話第1261話  | 近道は危険             | 浦沢義雄 | 横山広行   | 吉田光春     | 芳川弥生        | 6月18日        |
| 第59話第1262話  | 忍者を引退する         | 浦沢義雄 | 矢沢則夫   | 佐藤豊       | 鈴木欽一郎      | 6月19日        |
| 第60話第1263話  | 剣豪はどこに           | 浦沢義雄 | 矢沢則夫   | 佐藤豊       | 吉崎誠          | 6月20日        |
| 第61話第1264話  | 戦い好きの委員長       | 浦沢義雄 | 中西伸彰   | 陸奥悟朗     | 粉川剛 市来剛   | 6月23日        |
| 第62話第1265話  | 消えたヨーカン         | 浦沢義雄 | 中西伸彰   | 陸奥悟朗     | 粉川剛 市来剛   | 6月24日        |
| 第63話第1266話  | 金吾の父の後悔         | 浦沢義雄 | 中西伸彰   | 陸奥悟朗     | 粉川剛 市来剛   | 6月25日        |
| 第64話第1267話  | 三治郎のライバル       | 浦沢義雄 | 成川武千嘉 | 小澤慎一朗   | 小林哲也        | 6月26日        |
| 第65話第1268話  | 染物屋のお仕事         | 浦沢義雄 | 矢沢則夫   | 小澤慎一朗   | 藤田宗克        | 6月27日        |
| 第66話第1269話  | 突庵望太の実力         | 浦沢義雄 | 矢沢則夫   | 小澤慎一朗   | 遠藤靖裕        | 6月30日        |
| 第67話第1270話  | 間違えたのは？         | 浦沢義雄 | 矢沢則夫   | 三家本泰美   | 石之博和 市来剛 | 7月1日         |
| 第68話第1271話  | 中年な忍たま           | 浦沢義雄 | 矢沢則夫   | 三家本泰美   | 石之博和 市来剛 | 7月2日         |
| 第69話第1272話  | 誰がナメクジを…        | 浦沢義雄 | 滝沢潤     | 三家本泰美   | 石之博和 市来剛 | 7月3日         |
| 第70話第1273話  | 勉強がしたい           | 浦沢義雄 | 芝山努     | 山田みちしろ | 市来剛 馮淼     | 7月4日         |
| 第71話第1274話  | 滝夜叉丸のアルバイト   | 浦沢義雄 | 鈴木玲子   | 山田みちしろ | 市来剛 馮淼     | 7月7日         |
| 第72話第1275話  | 総大将の悩み           | 浦沢義雄 | 成川武千嘉 | 山田みちしろ | 市来剛          | 7月8日         |
| 第73話第1276話  | 山ぶ鬼を帰せ           | 浦沢義雄 | 小野木一樹 | 小野木一樹   | 吉原幸之助      | 7月9日         |
| 第74話第1277話  | 黒木屋のピンチ         | 浦沢義雄 | 小野木一樹 | 小野木一樹   | 吉原幸之助      | 7月10日        |
| 第75話第1278話  | ポカポカ陽気           | 浦沢義雄 | 横山広行   | 小野木一樹   | 吉原幸之助      | 7月11日        |
| 第76話第1279話  | いくさの予行演習       | 浦沢義雄 | 矢沢則夫   | 吉田光春     | 芳川弥生        | 7月14日        |
| 第77話第1280話  | ざっとこんなもん       | 浦沢義雄 | 矢沢則夫   | 吉田光春     | 芳川弥生        | 7月15日        |
| 第78話第1281話  | 借りは返す             | 浦沢義雄 | 矢沢則夫   | 吉田光春     | 芳川弥生        | 7月16日        |
| 第79話第1282話  | 忍者の才能             | 浦沢義雄 | 矢沢則夫   | 陸奥悟朗     | 粉川剛 市来剛   | 7月17日        |
| 第80話第1283話  | ボロボロの包丁         | 浦沢義雄 | 成川武千嘉 | 陸奥悟朗     | 粉川剛 市来剛   | 7月18日        |
| 第81話第1284話  | 田村三木ヱ門の落胆     | 浦沢義雄 | 矢沢則夫   | 陸奥悟朗     | 粉川剛 市来剛   | 7月21日        |
| 第82話第1285話  | 事務のおばちゃんの謎   | 浦沢義雄 | 矢沢則夫   | 小澤慎一朗   | 小林哲也        | 7月22日        |
| 第83話第1286話  | 真毛野押美が来た       | 浦沢義雄 | 矢沢則夫   | 小澤慎一朗   | 遠藤靖裕        | 7月23日        |
| 第84話第1287話  | 狙われたタカ丸         | 浦沢義雄 | 矢沢則夫   | 小澤慎一朗   | 藤田宗克        | 7月24日        |
| 第85話第1288話  | もっと子供になれ       | 浦沢義雄 | 芝山努     | 山田みちしろ | 市来剛 馮淼     | 7月25日        |
| 第86話第1289話  | 団蔵の字               | 浦沢義雄 | 芝山努     | 山田みちしろ | 市来剛 馮淼     | 7月28日        |
| 第87話第1290話  | 実戦に弱い             | 浦沢義雄 | 芝山努     | 山田みちしろ | 市来剛          | 7月29日        |
| 第88話第1291話  | 剣豪の親睦会           | 浦沢義雄 | 三家本泰美 | 三家本泰美   | 石之博和 市来剛 | 7月30日        |
| 第89話第1292話  | 心が小さな者           | 浦沢義雄 | 横山広行   | 三家本泰美   | 石之博和 市来剛 | 7月31日        |
| 第90話第1293話  | 狙われた金楽寺         | 浦沢義雄 | 成川武千嘉 | 三家本泰美   | 石之博和 市来剛 | 8月1日         |
| 第91話第1294話  | 北石照代の不満         | 阪口和久 | 小野木一樹 | 小野木一樹   | 吉原幸之助      | 8月18日        |
| 第92話第1295話  | 本当のリーダーシップ   | 浦沢義雄 | 芝山努     | 小野木一樹   | 吉原幸之助      | 8月19日        |
| 第93話第1296話  | 大食い競争             | 浦沢義雄 | 小野木一樹 | 小野木一樹   | 吉原幸之助      | 8月20日        |
| 第94話第1297話  | どんな授業をしたい     | 浦沢義雄 | 矢沢則夫   | 吉田光春     | 芳川弥生        | 8月21日        |
| 第95話第1298話  | ポルトガル土産         | 浦沢義雄 | 河内日出夫 | 吉田光春     | 芳川弥生        | 8月22日        |
| 第96話第1299話  | 火縄銃コンテスト       | 浦沢義雄 | 木村哲     | 吉田光春     | 芳川弥生        | 8月25日        |
| 第97話第1300話  | 私は泣きたくない       | 浦沢義雄 | 鈴木玲子   | 小澤慎一朗   | 小林哲也        | 8月26日        |
| 第98話第1301話  | 料理のセンス           | 浦沢義雄 | 横山広行   | 小澤慎一朗   | 藤田宗克        | 8月27日        |
| 第99話第1302話  | まぼろしの剣豪を追え   | 阪口和久 | 木村哲     | 小澤慎一朗   | 遠藤靖裕        | 8月28日        |
| 第100話第1303話 | ドクタケ城主の迷子     | 浦沢義雄 | 小澤慎一朗 | 小澤慎一朗   | 市来剛          | 8月29日        |

## 第17期
2009年3月30日から7月31日まで放送された。全90話、通算1393回。
| 話数通算       | サブタイトル             | 脚本     | 絵コンテ   | 演出       | 作画監督            | 初放送日       |
| -------------- | ------------------------ | -------- | ---------- | ---------- | ------------------- | -------------- |
| 第1話第1304話  | 蔵廻りの智吉さん         | 浦沢義雄 | 亜加木博秋 | 成川武千嘉 | 市来剛              | 2009年 3月30日 |
| 第2話第1305話  | 桶がわぬきの術           | 浦沢義雄 | 横山広行   | 成川武千嘉 | 市来剛              | 3月31日        |
| 第3話第1306話  | 横車押ヱ門               | 浦沢義雄 | 横山広行   | 成川武千嘉 | 市来剛              | 4月1日         |
| 第4話第1307話  | 里芋行者の結婚           | 浦沢義雄 | 矢沢則夫   | 矢野篤     | 生野裕子            | 4月2日         |
| 第5話第1308話  | 利吉の仕事を見学         | 浦沢義雄 | 亜加木博秋 | 矢野篤     | 生野裕子            | 4月3日         |
| 第6話第1309話  | カメ子が来た理由         | 浦沢義雄 | 矢沢則夫   | 吉田光春   | 吉原幸之助          | 4月6日         |
| 第7話第1310話  | 鯨捕り                   | 浦沢義雄 | 矢沢則夫   | 吉田光春   | 吉原幸之助          | 4月7日         |
| 第8話第1311話  | ヘンテコ鯨               | 浦沢義雄 | 吉田光春   | 吉田光春   | 吉原幸之助          | 4月8日         |
| 第9話第1312話  | 軽業師になる             | 浦沢義雄 | 矢沢則夫   | 矢野篤     | 生野裕子            | 4月9日         |
| 第10話第1313話 | 大切な箱                 | 浦沢義雄 | 芝山努     | 小野木一樹 | 馮淼                | 4月10日        |
| 第11話第1314話 | 忠実な家来               | 浦沢義雄 | 河内日出夫 | 小野木一樹 | 馮淼                | 4月13日        |
| 第12話第1315話 | よけいな演技             | 浦沢義雄 | 河内日出夫 | 小野木一樹 | 馮淼                | 4月14日        |
| 第13話第1316話 | 忍者のさが               | 浦沢義雄 | 小野木一樹 | 小野木一樹 | 馮淼                | 4月15日        |
| 第14話第1317話 | 八方斎と炭               | 浦沢義雄 | 芝山努     | 小野木一樹 | 馮淼                | 4月16日        |
| 第15話第1318話 | さびしいしんべヱのパパ   | 阪口和久 | 矢沢則夫   | 小野木一樹 | 馮淼                | 4月17日        |
| 第16話第1319話 | お供えドロボウ           | 浦沢義雄 | 小澤慎一朗 | 小澤慎一朗 | 六崎光幸            | 4月20日        |
| 第17話第1320話 | 忍者マニア               | 浦沢義雄 | 横山広行   | 小澤慎一朗 | 小林哲也            | 4月21日        |
| 第18話第1321話 | 甲賀聞冥老師             | 浦沢義雄 | 横山広行   | 小澤慎一朗 | 遠藤靖裕            | 4月22日        |
| 第19話第1322話 | 狙われた学園長           | 浦沢義雄 | 陸奥吾桜   | 陸奥吾桜   | 加瀬政広            | 4月23日        |
| 第20話第1323話 | 山田先生の洗濯物         | 浦沢義雄 | 陸奥吾桜   | 陸奥吾桜   | 加瀬政広            | 4月24日        |
| 第21話第1324話 | ピンチ！食堂のおばちゃん | 阪口和久 | 陸奥吾桜   | 陸奥吾桜   | 加瀬政広            | 4月27日        |
| 第22話第1325話 | 一年い組の社会見学       | 浦沢義雄 | 小澤慎一朗 | 小澤慎一朗 | 六崎光幸            | 4月28日        |
| 第23話第1326話 | 人気の髪型               | 浦沢義雄 | 矢沢則夫   | 小澤慎一朗 | 小林哲也            | 4月29日        |
| 第24話第1327話 | 斜堂先生の元気           | 浦沢義雄 | 鈴木卓夫   | 小澤慎一朗 | 遠藤靖裕            | 4月30日        |
| 第25話第1328話 | ひろったコイ             | 浦沢義雄 | 亜加木博秋 | 矢野篤     | 市来剛              | 5月1日         |
| 第26話第1329話 | ナメクジは救世主         | 浦沢義雄 | 横山広行   | 矢野篤     | 市来剛              | 5月4日         |
| 第27話第1330話 | 休みの日の父ちゃん       | 浦沢義雄 | 鈴木卓夫   | 矢野篤     | 市来剛              | 5月5日         |
| 第28話第1331話 | 馬借組合の清八           | 浦沢義雄 | 吉田光春   | 吉田光春   | 吉原幸之助          | 5月6日         |
| 第29話第1332話 | 牧之介の噂               | 浦沢義雄 | 吉田光春   | 吉田光春   | 吉原幸之助          | 5月7日         |
| 第30話第1333話 | 綾部喜八郎               | 浦沢義雄 | 木村哲     | 吉田光春   | 吉原幸之助          | 5月8日         |
| 第31話第1334話 | 隠れる名人               | 浦沢義雄 | 芝山努     | 小野木一樹 | 馮淼                | 5月11日        |
| 第32話第1335話 | カラクリ忍器             | 浦沢義雄 | 芝山努     | 小野木一樹 | 馮淼                | 5月12日        |
| 第33話第1336話 | 伝七と左吉のケンカ       | 浦沢義雄 | 矢沢則夫   | 小野木一樹 | 馮淼                | 5月13日        |
| 第34話第1337話 | キレたら恐い             | 浦沢義雄 | 小澤慎一朗 | 小澤慎一朗 | 六崎光幸            | 5月14日        |
| 第35話第1338話 | 嬉しい相談               | 浦沢義雄 | 鈴木卓夫   | 小澤慎一朗 | 小林哲也            | 5月15日        |
| 第36話第1339話 | 一流品の忍者             | 阪口和久 | 亜加木博秋 | 小澤慎一朗 | 遠藤靖裕            | 5月18日        |
| 第37話第1340話 | 危険な自主トレ           | 浦沢義雄 | 矢沢則夫   | 陸奥吾桜   | 加瀬政広            | 5月19日        |
| 第38話第1341話 | スランプの忍者           | 浦沢義雄 | 矢沢則夫   | 陸奥吾桜   | 加瀬政広            | 5月20日        |
| 第39話第1342話 | まろは貴族               | 浦沢義雄 | 矢沢則夫   | 陸奥吾桜   | 加瀬政広            | 5月21日        |
| 第40話第1343話 | 母ちゃんは派遣忍者       | 浦沢義雄 | 木村哲     | 矢野篤     | 市来剛              | 5月22日        |
| 第41話第1344話 | 三人のデート             | 浦沢義雄 | 岩崎知子   | 矢野篤     | 市来剛              | 5月25日        |
| 第42話第1345話 | 予算を取れ！             | 浦沢義雄 | 横山広行   | 矢野篤     | 市来剛              | 5月26日        |
| 第43話第1346話 | 土井先生のため           | 浦沢義雄 | 佐藤豊     | 佐藤豊     | 鈴木欽一郎          | 5月27日        |
| 第44話第1347話 | アミタケ姫の夢           | 浦沢義雄 | 矢沢則夫   | 佐藤豊     | 吉崎誠              | 5月28日        |
| 第45話第1348話 | 学園長の像               | 浦沢義雄 | 鈴木卓夫   | 佐藤豊     | 吉崎誠              | 5月29日        |
| 第46話第1349話 | まさかの社会             | 浦沢義雄 | 横山広行   | 吉田光春   | 藤森雅也            | 6月1日         |
| 第47話第1350話 | あれを近づけるな         | 阪口和久 | 吉田光春   | 吉田光春   | 藤森雅也            | 6月2日         |
| 第48話第1351話 | ドクタケの儀式           | 阪口和久 | 吉田光春   | 吉田光春   | 吉原幸之助          | 6月3日         |
| 第49話第1352話 | 遠足はどこ？             | 浦沢義雄 | 小澤慎一朗 | 小澤慎一朗 | 六崎光幸            | 6月4日         |
| 第50話第1353話 | 三治郎の相談             | 浦沢義雄 | 鈴木卓夫   | 小澤慎一朗 | 小林哲也            | 6月5日         |
| 第51話第1354話 | 保健室の昼寝             | 浦沢義雄 | 亜加木博秋 | 小澤慎一朗 | 遠藤靖裕            | 6月8日         |
| 第52話第1355話 | 森の中の別荘             | 浦沢義雄 | 芝山努     | 小野木一樹 | 馮淼                | 6月9日         |
| 第53話第1356話 | 雨上がりの虹             | 浦沢義雄 | 芝山努     | 小野木一樹 | 馮淼                | 6月10日        |
| 第54話第1357話 | 帰りたくない原因         | 浦沢義雄 | 矢沢則夫   | 小野木一樹 | 馮淼                | 6月11日        |
| 第55話第1358話 | 自分にも人にも           | 浦沢義雄 | 中西伸彰   | 金田貞則   | 加瀬政広            | 6月12日        |
| 第56話第1359話 | ドクタケ水軍のお勉強     | 浦沢義雄 | 中西伸彰   | 金田貞則   | 加瀬政広            | 6月15日        |
| 第57話第1360話 | たまたま                 | 浦沢義雄 | 中西伸彰   | 金田貞則   | 加瀬政広            | 6月16日        |
| 第58話第1361話 | おだやかな心             | 浦沢義雄 | 矢沢則夫   | 矢野篤     | 市来剛              | 6月17日        |
| 第59話第1362話 | 友だちがいない           | 浦沢義雄 | 矢沢則夫   | 矢野篤     | 市来剛              | 6月18日        |
| 第60話第1363話 | 山田先生の不安           | 浦沢義雄 | 横山広行   | 矢野篤     | 市来剛              | 6月19日        |
| 第61話第1364話 | 早すぎた天才の研究       | 浦沢義雄 | 矢沢則夫   | 吉田光春   | 吉原幸之助          | 6月22日        |
| 第62話第1365話 | 斜堂先生の怒り           | 浦沢義雄 | 吉田光春   | 吉田光春   | 吉原幸之助          | 6月23日        |
| 第63話第1366話 | いくさの相手は？         | 浦沢義雄 | 矢沢則夫   | 吉田光春   | 吉原幸之助          | 6月24日        |
| 第64話第1367話 | お掃除させろ             | 浦沢義雄 | 芝山努     | 小野木一樹 | 馮淼                | 6月25日        |
| 第65話第1368話 | 一日入門                 | 浦沢義雄 | 芝山努     | 小野木一樹 | 馮淼                | 6月26日        |
| 第66話第1369話 | 先代お頭の焼き物         | 浦沢義雄 | 鈴木卓夫   | 小野木一樹 | 馮淼                | 6月29日        |
| 第67話第1370話 | 土井先生の誕生日         | 浦沢義雄 | 小澤慎一朗 | 小澤慎一朗 | 六崎光幸            | 6月30日        |
| 第68話第1371話 | きり丸の森               | 浦沢義雄 | 矢沢則夫   | 小澤慎一朗 | 小林哲也            | 7月1日         |
| 第69話第1372話 | 六年生のお留守番         | 阪口和久 | 望月智充   | 小澤慎一朗 | 遠藤靖裕            | 7月2日         |
| 第70話第1373話 | 夫婦で忍者               | 浦沢義雄 | 横山広行   | 佐藤豊     | 鈴木欽一郎          | 7月3日         |
| 第71話第1374話 | 金吾の実力               | 浦沢義雄 | 矢沢則夫   | 佐藤豊     | 吉崎誠              | 7月6日         |
| 第72話第1375話 | 剣一筋                   | 浦沢義雄 | 横山広行   | 佐藤豊     | 吉崎誠              | 7月7日         |
| 第73話第1376話 | 俺はしあわせ者           | 浦沢義雄 | 矢沢則夫   | 金田貞則   | 加瀬政広            | 7月8日         |
| 第74話第1377話 | 伊賀と甲賀は嫌い         | 浦沢義雄 | 矢沢則夫   | 金田貞則   | 加瀬政広            | 7月9日         |
| 第75話第1378話 | 迷子名人                 | 浦沢義雄 | 横山広行   | 金田貞則   | 加瀬政広            | 7月10日        |
| 第76話第1379話 | 予算会議が始まった       | 浦沢義雄 | 吉田光春   | 吉田光春   | 藤森雅也 吉原幸之助 | 7月13日        |
| 第77話第1380話 | 戦う予算会議             | 浦沢義雄 | 吉田光春   | 吉田光春   | 藤森雅也 吉原幸之助 | 7月14日        |
| 第78話第1381話 | 予算会議が終わった       | 浦沢義雄 | 吉田光春   | 吉田光春   | 藤森雅也 吉原幸之助 | 7月15日        |
| 第79話第1382話 | 尊敬できる人             | 浦沢義雄 | 木村哲     | 矢野篤     | 市来剛              | 7月16日        |
| 第80話第1383話 | カメ子と王子様           | 浦沢義雄 | 亜加木博秋 | 矢野篤     | 市来剛              | 7月17日        |
| 第81話第1384話 | 本当の顔は？             | 浦沢義雄 | 鈴木卓夫   | 矢野篤     | 市来剛              | 7月20日        |
| 第82話第1385話 | 五車の名人               | 阪口和久 | 鈴木卓夫   | 小野木一樹 | 馮淼                | 7月21日        |
| 第83話第1386話 | 竜王丸のお見舞い         | 浦沢義雄 | 小野木一樹 | 小野木一樹 | 馮淼                | 7月22日        |
| 第84話第1387話 | カラクリ保健室           | 浦沢義雄 | 芝山努     | 小野木一樹 | 馮淼                | 7月23日        |
| 第85話第1388話 | チチンプイプイ           | 浦沢義雄 | 小澤慎一朗 | 小澤慎一朗 | 六崎光幸            | 7月24日        |
| 第86話第1389話 | 虎若の筋トレ             | 浦沢義雄 | 小澤慎一朗 | 小澤慎一朗 | 小林哲也            | 7月27日        |
| 第87話第1390話 | 天竺ガエルを取りもどせ   | 浦沢義雄 | 木村哲     | 小澤慎一朗 | 遠藤靖裕            | 7月28日        |
| 第88話第1391話 | 迷子厳禁                 | 阪口和久 | 小野木一樹 | 藤森雅也   | 藤森雅也            | 7月29日        |
| 第89話第1392話 | 名人 小松田秀作          | 浦沢義雄 | 田村悠乃   | 河内日出夫 | 市来剛              | 7月30日        |
| 第90話第1393話 | 北石照代を信用して       | 浦沢義雄 | 河内日出夫 | 河内日出夫 | 市来剛              | 7月31日        |

## 第18期
2010年3月29日から7月30日、9月1日から9月16日まで放送された。全90話、通算1483回。
| 話数通算       | サブタイトル             | 脚本     | 絵コンテ   | 演出       | 作画監督    | 初放送日       |
| -------------- | ------------------------ | -------- | ---------- | ---------- | ----------- | -------------- |
| 第1話第1394話  | 今夜はごちそう           | 浦沢義雄 | 矢沢則夫   | 小澤慎一朗 | 遠藤靖裕    | 2010年 3月29日 |
| 第2話第1395話  | みんな集まった           | 浦沢義雄 | 矢沢則夫   | 小澤慎一朗 | 遠藤靖裕    | 3月30日        |
| 第3話第1396話  | 夜間パトロール           | 浦沢義雄 | 鈴木卓夫   | 小澤慎一朗 | 浦中利浩    | 3月31日        |
| 第4話第1397話  | 集められた5人            | 浦沢義雄 | 鈴木卓夫   | 小澤慎一朗 | 浦中利浩    | 4月5日         |
| 第5話第1398話  | 本日は休日               | 浦沢義雄 | 岩崎知子   | 岡村正弘   | 岡野幸男    | 4月6日         |
| 第6話第1399話  | 戸部先生の追跡           | 浦沢義雄 | 吉田光春   | 吉田光春   | 芳川弥生    | 4月7日         |
| 第7話第1400話  | 狙われた斉藤家           | 浦沢義雄 | 吉田光春   | 吉田光春   | 芳川弥生    | 4月8日         |
| 第8話第1401話  | 夜明けの抜け忍           | 浦沢義雄 | 吉田光春   | 吉田光春   | 芳川弥生    | 4月12日        |
| 第9話第1402話  | 利吉の話を聴く会         | 浦沢義雄 | 岡村正弘   | 岡村正弘   | 後藤孝宏    | 4月13日        |
| 第10話第1403話 | すご腕忍者のスタミナ     | 浦沢義雄 | 岡村正弘   | 岡村正弘   | 後藤孝宏    | 4月14日        |
| 第11話第1404話 | 迷惑な奴                 | 浦沢義雄 | 木村哲     | 小澤慎一朗 | 浦中利浩    | 4月15日        |
| 第12話第1405話 | 魔界之先生の宝物         | 阪口和久 | 矢沢則夫   | 小澤慎一朗 | 小林哲也    | 4月19日        |
| 第13話第1406話 | 哀しき父親               | 浦沢義雄 | 岡村正弘   | 岸川寛良   | 飯飼一幸    | 4月20日        |
| 第14話第1407話 | 三治郎の根性             | 浦沢義雄 | 岸川寛良   | 岸川寛良   | 岡野幸男    | 4月21日        |
| 第15話第1408話 | くの一教室のリーダー     | 浦沢義雄 | 岡村正弘   | 岸川寛良   | 小田多恵子  | 4月22日        |
| 第16話第1409話 | 一年い組のプライド       | 浦沢義雄 | 矢沢則夫   | 鈴木卓夫   | 市来剛 馮淼 | 4月26日        |
| 第17話第1410話 | 尊奈門の恨み             | 浦沢義雄 | 矢沢則夫   | 金田貞徳   | 加瀬政広    | 4月27日        |
| 第18話第1411話 | 伏木蔵の伝言             | 浦沢義雄 | 矢沢則夫   | 金田貞徳   | 加瀬政広    | 4月28日        |
| 第19話第1412話 | 良い子の口車             | 浦沢義雄 | 矢沢則夫   | 金田貞徳   | 加瀬政広    | 4月29日        |
| 第20話第1413話 | 恥ずかしがり屋のラッキョ | 浦沢義雄 | 鈴木卓夫   | 鈴木卓夫   | 生野裕子    | 5月3日         |
| 第21話第1414話 | 金吾を鍛える             | 浦沢義雄 | 鈴木卓夫   | 鈴木卓夫   | 市来剛 馮淼 | 5月4日         |
| 第22話第1415話 | 自慢したい               | 浦沢義雄 | 吉田光春   | 吉田光春   | 芳川弥生    | 5月5日         |
| 第23話第1416話 | 乗馬の練習               | 浦沢義雄 | 吉田光春   | 吉田光春   | 芳川弥生    | 5月6日         |
| 第24話第1417話 | ドクタケの巨大軍船       | 浦沢義雄 | 吉田光春   | 吉田光春   | 芳川弥生    | 5月10日        |
| 第25話第1418話 | 大まじめな忍者           | 浦沢義雄 | 岡村正弘   | 岡村正弘   | 佐藤清光    | 5月11日        |
| 第26話第1419話 | 茶をたしなむ             | 浦沢義雄 | 岸川寛良   | 岡村正弘   | 後藤孝宏    | 5月12日        |
| 第27話第1420話 | 山本シナ先生ごっこ       | 浦沢義雄 | 岡村正弘   | 岡村正弘   | 渡辺浩二    | 5月13日        |
| 第28話第1421話 | 伊助の怒り               | 浦沢義雄 | 小澤慎一朗 | 小澤慎一朗 | 浦中利浩    | 5月17日        |
| 第29話第1422話 | 秘密の外出               | 浦沢義雄 | 小澤慎一朗 | 小澤慎一朗 | 浦中利浩    | 5月18日        |
| 第30話第1423話 | 大根の煮物               | 浦沢義雄 | 亜加木博秋 | 小澤慎一朗 | 浦中利浩    | 5月19日        |
| 第31話第1424話 | 大家のリフォーム         | 浦沢義雄 | 矢沢則夫   | 金田貞徳   | 加瀬政広    | 5月20日        |
| 第32話第1425話 | 狙われたおかず           | 下山健人 | 矢沢則夫   | 金田貞徳   | 加瀬政広    | 5月24日        |
| 第33話第1426話 | 寝不足の朝               | 浦沢義雄 | 矢沢則夫   | 金田貞徳   | 加瀬政広    | 5月25日        |
| 第34話第1427話 | カラクリ研究             | 浦沢義雄 | 木村哲     | 成川武千嘉 | 遠藤靖裕    | 5月26日        |
| 第35話第1428話 | しんべヱの鼻             | 浦沢義雄 | 矢沢則夫   | 成川武千嘉 | 小林哲也    | 5月27日        |
| 第36話第1429話 | 小松田さんの代役         | 下山健人 | 村野佑太   | 成川武千嘉 | 六崎光幸    | 5月31日        |
| 第37話第1430話 | 灰洲井溝のうわさ         | 浦沢義雄 | 西本由紀夫 | 岸川寛良   | 岡野幸男    | 6月1日         |
| 第38話第1431話 | ホームシック             | 浦沢義雄 | 西本由紀夫 | 岸川寛良   | 小田多恵子  | 6月2日         |
| 第39話第1432話 | アメとムチ               | 浦沢義雄 | 西本由紀夫 | 岸川寛良   | 服部一郎    | 6月3日         |
| 第40話第1433話 | みやびな仕事             | 浦沢義雄 | 小野木一樹 | 岡英和     | 市来剛 馮淼 | 6月4日         |
| 第41話第1434話 | 剣豪の挫折               | 下山健人 | 鈴木卓夫   | 岡英和     | 六崎光幸    | 6月7日         |
| 第42話第1435話 | 完ぺきな変装             | 浦沢義雄 | 小野木一樹 | 岡英和     | 市来剛 馮淼 | 6月8日         |
| 第43話第1436話 | 弟子入り厳禁             | 阪口和久 | 吉田光春   | 吉田光春   | 芳川弥生    | 6月9日         |
| 第44話第1437話 | 記念の印                 | 浦沢義雄 | 吉田光春   | 吉田光春   | 芳川弥生    | 6月10日        |
| 第45話第1438話 | 男と男の約束             | 浦沢義雄 | 吉田光春   | 吉田光春   | 芳川弥生    | 6月11日        |
| 第46話第1439話 | ウスタケの長老           | 浦沢義雄 | 小野木一樹 | 小澤慎一朗 | 浦中利浩    | 6月14日        |
| 第47話第1440話 | 夜明けのスタート         | 浦沢義雄 | 小野木一樹 | 小澤慎一朗 | 浦中利浩    | 6月15日        |
| 第48話第1441話 | 学年別作戦               | 浦沢義雄 | 西田健一   | 金田貞徳   | 加瀬政広    | 6月16日        |
| 第49話第1442話 | ギンギンレシーブ         | 浦沢義雄 | 西田健一   | 金田貞徳   | 加瀬政広    | 6月17日        |
| 第50話第1443話 | 打鳴寺の鐘               | 浦沢義雄 | 西田健一   | 金田貞徳   | 加瀬政広    | 6月18日        |
| 第51話第1444話 | 小さな蛇の置物           | 浦沢義雄 | 小澤慎一朗 | 小澤慎一朗 | 六崎光幸    | 6月21日        |
| 第52話第1445話 | ドケチの精神             | 浦沢義雄 | 渡辺健一郎 | 岡村正弘   | 渡辺浩二    | 6月22日        |
| 第53話第1446話 | ちょっぴりいじ悪         | 浦沢義雄 | 渡辺健一郎 | 岡村正弘   | 後藤孝宏    | 6月23日        |
| 第54話第1447話 | 美しい剣豪               | 浦沢義雄 | 岡村正弘   | 岡村正弘   | 小田多恵子  | 6月24日        |
| 第55話第1448話 | あきらめさせて           | 浦沢義雄 | 村野佑太   | 成川武千嘉 | 遠藤靖裕    | 6月25日        |
| 第56話第1449話 | 利吉との仕事             | 浦沢義雄 | 矢沢則夫   | 成川武千嘉 | 小林哲也    | 6月28日        |
| 第57話第1450話 | 陰の存在                 | 浦沢義雄 | 矢沢則夫   | 成川武千嘉 | 吉崎誠      | 6月29日        |
| 第58話第1451話 | 事務員になりたい         | 浦沢義雄 | 四分一節子 | 鈴木吉男   | 鈴木伸一    | 7月1日         |
| 第59話第1452話 | ボディーガード           | 浦沢義雄 | 四分一節子 | 鈴木吉男   | 鈴木伸一    | 7月2日         |
| 第60話第1453話 | いろいろな花             | 浦沢義雄 | 四分一節子 | 鈴木吉男   | 鈴木伸一    | 7月5日         |
| 第61話第1454話 | 間違えられた一年生       | 浦沢義雄 | 岡英和     | 岡英和     | 市来剛 馮淼 | 7月6日         |
| 第62話第1455話 | ないしょの会議           | 浦沢義雄 | 岡英和     | 岡英和     | 市来剛 馮淼 | 7月7日         |
| 第63話第1456話 | 優秀なマネージャー？     | 下山健人 | 鈴木卓夫   | 岡英和     | 船越英之    | 7月8日         |
| 第64話第1457話 | 野牛金鉄のスランプ       | 浦沢義雄 | 木村哲     | 鈴木卓夫   | 六崎光幸    | 7月9日         |
| 第65話第1458話 | 竹を切るのは？           | 浦沢義雄 | 吉田光春   | 吉田光春   | 芳川弥生    | 7月12日        |
| 第66話第1459話 | コンビを組め             | 浦沢義雄 | 吉田光春   | 吉田光春   | 芳川弥生    | 7月13日        |
| 第67話第1460話 | いろいろなチーム         | 浦沢義雄 | 吉田光春   | 吉田光春   | 芳川弥生    | 7月14日        |
| 第68話第1461話 | 首あり地蔵               | 浦沢義雄 | 鈴木卓夫   | 岸川寛良   | 佐藤清光    | 7月15日        |
| 第69話第1462話 | 第4ポイント              | 浦沢義雄 | 鈴木卓夫   | 岸川寛良   | 佐藤清光    | 7月16日        |
| 第70話第1463話 | 船橋を造っていた         | 浦沢義雄 | 鈴木卓夫   | 岸川寛良   | 小田多恵子  | 7月19日        |
| 第71話第1464話 | ピクニックじゃない       | 浦沢義雄 | 矢沢則夫   | 成川武千嘉 | 遠藤靖裕    | 7月20日        |
| 第72話第1465話 | 雑渡昆奈門を倒せ         | 浦沢義雄 | 矢沢則夫   | 成川武千嘉 | 小林哲也    | 7月21日        |
| 第73話第1466話 | 南蛮ファッション         | 浦沢義雄 | 小野木一樹 | 小澤慎一朗 | 浦中利浩    | 7月22日        |
| 第74話第1467話 | 戦国南蛮コレクション     | 浦沢義雄 | 小野木一樹 | 小澤慎一朗 | 浦中利浩    | 7月26日        |
| 第75話第1468話 | 似顔絵の男               | 下山健人 | 矢沢則夫   | 鈴木卓夫   | 生野裕子    | 7月27日        |
| 第76話第1469話 | 筋肉痛に効く             | 浦沢義雄 | 鈴木卓夫   | 鈴木卓夫   | 玉利和枝    | 7月28日        |
| 第77話第1470話 | 兵太夫大先生             | 浦沢義雄 | 木村哲     | 成川武千嘉 | 生野裕子    | 7月29日        |
| 第78話第1471話 | 照星さんに会いたい       | 浦沢義雄 | 小澤慎一朗 | 小澤慎一朗 | 船越英之    | 7月30日        |
| 第79話第1472話 | 南蛮留学                 | 浦沢義雄 | 西田健一   | 金田貞徳   | 加瀬政広    | 9月1日         |
| 第80話第1473話 | イイ男の忍者募集         | 浦沢義雄 | 西田健一   | 金田貞徳   | 加瀬政広    | 9月2日         |
| 第81話第1474話 | 土井半助を倒せ           | 浦沢義雄 | 西田健一   | 金田貞徳   | 加瀬政広    | 9月3日         |
| 第82話第1475話 | 見破られた変装           | 浦沢義雄 | 岡村正弘   | 岡村正弘   | 後藤孝宏    | 9月6日         |
| 第83話第1476話 | 自然から学べ             | 浦沢義雄 | 西本由紀夫 | 岡村正弘   | 服部一郎    | 9月7日         |
| 第84話第1477話 | 気持ちよく泣かせて       | 浦沢義雄 | 岡村正弘   | 岡村正弘   | 服部一郎    | 9月8日         |
| 第85話第1478話 | 青春の思い出             | 浦沢義雄 | 岡英和     | 岡英和     | 市来剛 馮淼 | 9月9日         |
| 第86話第1479話 | 大間賀時曲時の悩み       | 浦沢義雄 | 小野木一樹 | 岡英和     | 生野裕子    | 9月10日        |
| 第87話第1480話 | おいしい豆腐料理         | 浦沢義雄 | 村野佑太   | 岡英和     | 遠藤靖裕    | 9月13日        |
| 第88話第1481話 | 六年生の海上パトロール   | 阪口和久 | 吉田光春   | 吉田光春   | 芳川弥生    | 9月14日        |
| 第89話第1482話 | 尊敬されたい             | 浦沢義雄 | 吉田光春   | 吉田光春   | 芳川弥生    | 9月15日        |
| 第90話第1483話 | 中在家長次のニヤリ       | 浦沢義雄 | 吉田光春   | 吉田光春   | 芳川弥生    | 9月16日        |

放送休止
- 2010年3月31日：第82回選抜高等学校野球大会 (18:00 - 18:40)
- 2010年6月30日：天てれpresents 渋谷ドリームチャンピオン 〜MTK全国オーディション2010〜 (18:00 - 18:55)
- 2010年7月23日：ビットワールド 緊急生放送!!消えたモジャビーをさがせ! (18:00 - 18:55)

## 第19期
2011年3月28日から4月8日、4月19日から7月29日、9月5日から9月12日まで放送された。全90話、通算1573回。
本シリーズより猪名寺乱太郎、善法寺伊作、食満留三郎による「同室シリーズ」が開始。同シリーズの脚本を担当している阪口によると、原作者の尼子騒兵衛から乱太郎と伊作、留三郎の話を書いてほしいと言われていた。不運な伊作のそばには実はもっと不運な人がいたという解釈が成り立つのではないかというところから話が出来たという。
第90話は2011年にアニメ公式サイトで行われた人気投票「初春の陣」で土井半助が忍術学園グループおよび総合順位で第1位になったことを受け、原作50巻で描き下ろされた「登場人物たちの履歴書」を元に制作されたスペシャルエピソード。そういったことから尼子とアニメスタッフで何度かやり取りをしており、きり丸と土井の「ただいま」「おかえり」というセリフは尼子のリクエストであり、絶対に必要なので入れてくださいと言われたという。きり丸役の田中真弓はお気に入りのエピソードとしてこのエピソードを挙げており、「土井先生もきり丸と同じ境遇だったから、一緒に住んだりめんどうをみてくれていたんだ、というのがわかった回で印象に残っています」と語っている。また、本作30周年を記念したキャストコメントでは「土井先生ときり丸は同じ身の上とわかり、より一層きり丸がいとおしく感じられるようになりました」とコメントを寄せている。
| 話数通算       | サブタイトル           | 脚本     | 絵コンテ   | 演出       | 作画監督   | 初放送日       |
| -------------- | ---------------------- | -------- | ---------- | ---------- | ---------- | -------------- |
| 第1話第1484話  | 新学期の宿題           | 浦沢義雄 | 小澤慎一朗 | 小澤慎一朗 | 浦中利浩   | 2011年 3月28日 |
| 第2話第1485話  | アルバイトの応援       | 浦沢義雄 | 村野佑太   | 小澤慎一朗 | 浦中利浩   | 3月29日        |
| 第3話第1486話  | 天竺の匂い             | 浦沢義雄 | 木村哲     | 小澤慎一朗 | 浦中利浩   | 3月30日        |
| 第4話第1487話  | 学級委員長の仕事       | 浦沢義雄 | 四分一節子 | 鈴木吉男   | 鈴木伸一   | 3月31日        |
| 第5話第1488話  | 山村リリーの策略       | 浦沢義雄 | 四分一節子 | 鈴木吉男   | 鈴木伸一   | 4月1日         |
| 第6話第1489話  | 学園長の仮病           | 浦沢義雄 | 四分一節子 | 鈴木吉男   | 鈴木伸一   | 4月4日         |
| 第7話第1490話  | 目立つデザイン         | 浦沢義雄 | 木村哲     | 佐藤豊     | 吉崎誠     | 4月5日         |
| 第8話第1491話  | 新しい首領             | 浦沢義雄 | 矢沢則夫   | 佐藤豊     | 吉崎誠     | 4月6日         |
| 第9話第1492話  | 無自覚な方向オンチ     | 浦沢義雄 | 矢沢則夫   | 佐藤豊     | 吉崎誠     | 4月7日         |
| 第10話第1493話 | 心を仏にして…          | 浦沢義雄 | 西田健一   | 金田貞徳   | 加瀬政広   | 4月8日         |
| 第11話第1494話 | 諸国変化の術           | 浦沢義雄 | 木村哲     | 小澤慎一朗 | 浦中利浩   | 4月19日        |
| 第12話第1495話 | バケモノ屋敷           | 浦沢義雄 | 四分一節子 | 熨斗谷充孝 | 小林ゆかり | 4月20日        |
| 第13話第1496話 | お化けの正体           | 浦沢義雄 | 四分一節子 | 熨斗谷充孝 | 小林ゆかり | 4月21日        |
| 第14話第1497話 | なぜ魔界之小路先生     | 浦沢義雄 | 四分一節子 | 熨斗谷充孝 | 小林ゆかり | 4月22日        |
| 第15話第1498話 | 外出届提出             | 浦沢義雄 | 西田健一   | 金田貞徳   | 加瀬政広   | 4月25日        |
| 第16話第1499話 | 気になる奴             | 浦沢義雄 | 西田健一   | 金田貞徳   | 加瀬政広   | 4月26日        |
| 第17話第1500話 | 予算をつけろ           | 浦沢義雄 | 木村哲     | 小澤慎一朗 | 浦中利浩   | 4月27日        |
| 第18話第1501話 | 豆腐パーティー         | 浦沢義雄 | 木村哲     | 小澤慎一朗 | 浦中利浩   | 4月28日        |
| 第19話第1502話 | 生物委員会の恥         | 浦沢義雄 | 木村哲     | 成川武千嘉 | 船越英之   | 4月29日        |
| 第20話第1503話 | 盗まれた火縄銃         | 浦沢義雄 | 木村哲     | 成川武千嘉 | 生野裕子   | 5月2日         |
| 第21話第1504話 | ふだんの生活           | 浦沢義雄 | 木村哲     | 成川武千嘉 | 玉利和枝   | 5月3日         |
| 第22話第1505話 | 美しいドケチ           | 浦沢義雄 | 西田健一   | 金田貞徳   | 加瀬政広   | 5月4日         |
| 第23話第1506話 | 男装の研究             | 浦沢義雄 | 西田健一   | 金田貞徳   | 加瀬政広   | 5月5日         |
| 第24話第1507話 | 消えた手裏剣           | 浦沢義雄 | 西田健一   | 金田貞徳   | 加瀬政広   | 5月6日         |
| 第25話第1508話 | 南蛮密航留学           | 浦沢義雄 | 木村哲     | 佐藤豊     | 吉崎誠     | 5月9日         |
| 第26話第1509話 | 突然の文化祭           | 浦沢義雄 | 矢沢則夫   | 成川武千嘉 | 生野裕子   | 5月10日        |
| 第27話第1510話 | 委員会別作戦会議       | 浦沢義雄 | 矢沢則夫   | 成川武千嘉 | 生野裕子   | 5月11日        |
| 第28話第1511話 | 危険な文化祭           | 浦沢義雄 | 矢沢則夫   | 成川武千嘉 | 生野裕子   | 5月12日        |
| 第29話第1512話 | いろいろな招待客       | 浦沢義雄 | 四分一節子 | 熨斗谷充孝 | 鈴木伸一   | 5月13日        |
| 第30話第1513話 | 図書委員会の店         | 浦沢義雄 | 四分一節子 | 熨斗谷充孝 | 鈴木伸一   | 5月16日        |
| 第31話第1514話 | 幸運食堂               | 浦沢義雄 | 四分一節子 | 熨斗谷充孝 | 鈴木伸一   | 5月17日        |
| 第32話第1515話 | 学園の巨大迷路         | 浦沢義雄 | 木村哲     | 鈴木卓夫   | 浦中利浩   | 5月18日        |
| 第33話第1516話 | 学園長のデート         | 浦沢義雄 | 木村哲     | 鈴木卓夫   | 浦中利浩   | 5月19日        |
| 第34話第1517話 | 学園長のワナ           | 浦沢義雄 | 木村哲     | 鈴木卓夫   | 浦中利浩   | 5月20日        |
| 第35話第1518話 | もっと自信を           | 浦沢義雄 | 木村哲     | 佐藤豊     | 吉崎誠     | 5月23日        |
| 第36話第1519話 | 正しい忍者食           | 浦沢義雄 | 木村哲     | 佐藤豊     | 吉崎誠     | 5月24日        |
| 第37話第1520話 | 四年生の団結           | 浦沢義雄 | 村野佑太   | 緒方隆秀   | 加藤愛     | 5月25日        |
| 第38話第1521話 | 山ぶ鬼の悩み           | 浦沢義雄 | 鈴木卓夫   | 緒方隆秀   | 田辺謙司   | 5月26日        |
| 第39話第1522話 | 私じゃない             | 浦沢義雄 | 矢沢則夫   | 緒方隆秀   | 小野田貴之 | 5月27日        |
| 第40話第1523話 | 突庵望太の夢           | 浦沢義雄 | 西田健一   | 金田貞徳   | 加瀬政広   | 5月30日        |
| 第41話第1524話 | 団蔵と左吉のケンカ     | 浦沢義雄 | 西田健一   | 金田貞徳   | 加瀬政広   | 5月31日        |
| 第42話第1525話 | 怪士丸の外出           | 浦沢義雄 | 西田健一   | 金田貞徳   | 加瀬政広   | 6月1日         |
| 第43話第1526話 | 変装名人は誰？         | 浦沢義雄 | 木村哲     | 成川武千嘉 | 生野裕子   | 6月2日         |
| 第44話第1527話 | 山田先生、家に帰る     | 浦沢義雄 | 小野木一樹 | 成川武千嘉 | 生野裕子   | 6月3日         |
| 第45話第1528話 | 母ちゃんの仕事         | 浦沢義雄 | 矢沢則夫   | 成川武千嘉 | 生野裕子   | 6月6日         |
| 第46話第1529話 | 土井先生の災難         | 浦沢義雄 | 木村哲     | 佐藤豊     | 吉崎誠     | 6月7日         |
| 第47話第1530話 | 灰洲井溝の怒り         | 浦沢義雄 | 矢沢則夫   | 佐藤豊     | 吉崎誠     | 6月8日         |
| 第48話第1531話 | お前が行け！           | 阪口和久 | 鈴木卓夫   | 佐藤豊     | 吉崎誠     | 6月9日         |
| 第49話第1532話 | きれい好き同士         | 浦沢義雄 | 四分一節子 | 熨斗谷充孝 | 鈴木伸一   | 6月10日        |
| 第50話第1533話 | 出茂鹿之介のたくらみ   | 浦沢義雄 | 四分一節子 | 熨斗谷充孝 | 鈴木伸一   | 6月13日        |
| 第51話第1534話 | 変装の素質             | 浦沢義雄 | 四分一節子 | 熨斗谷充孝 | 鈴木伸一   | 6月14日        |
| 第52話第1535話 | チャリティーバザー     | 浦沢義雄 | 木村哲     | 鈴木卓夫   | 浦中利浩   | 6月15日        |
| 第53話第1536話 | 迷子と保護者           | 浦沢義雄 | 木村哲     | 鈴木卓夫   | 浦中利浩   | 6月16日        |
| 第54話第1537話 | 忍術トライアスロン     | 浦沢義雄 | 木村哲     | 鈴木卓夫   | 浦中利浩   | 6月17日        |
| 第55話第1538話 | 何かのワナかと思ったら | 浦沢義雄 | 木村哲     | 小澤慎一朗 | 遠藤靖裕   | 6月20日        |
| 第56話第1539話 | 密書でポン             | 浦沢義雄 | 木村哲     | 小澤慎一朗 | 玉利和枝   | 6月20日        |
| 第57話第1540話 | 高い塀の試験           | 浦沢義雄 | 木村哲     | 小澤慎一朗 | 玉利和枝   | 6月22日        |
| 第58話第1541話 | 老人の正体             | 浦沢義雄 | 西田健一   | 金田貞徳   | 加瀬政広   | 6月23日        |
| 第59話第1542話 | 左吉の委員長           | 浦沢義雄 | 西田健一   | 金田貞徳   | 加瀬政広   | 6月24日        |
| 第60話第1543話 | さびた包丁             | 浦沢義雄 | 西田健一   | 金田貞徳   | 加瀬政広   | 6月27日        |
| 第61話第1544話 | 土井半助の秘密特訓     | 浦沢義雄 | 矢沢則夫   | 成川武千嘉 | 生野裕子   | 6月28日        |
| 第62話第1545話 | 冗談の通じない光鬼     | 浦沢義雄 | 矢沢則夫   | 成川武千嘉 | 生野裕子   | 6月29日        |
| 第63話第1546話 | 私の背中に…            | 浦沢義雄 | 小野木一樹 | 成川武千嘉 | 生野裕子   | 6月30日        |
| 第64話第1547話 | 新しい火薬の秘密       | 浦沢義雄 | 矢沢則夫   | 佐藤豊     | 吉崎誠     | 7月1日         |
| 第65話第1548話 | 学級委員長委員会       | 浦沢義雄 | 矢沢則夫   | 佐藤豊     | 吉崎誠     | 7月4日         |
| 第66話第1549話 | 友だちになる           | 浦沢義雄 | 木村哲     | 佐藤豊     | 吉崎誠     | 7月5日         |
| 第67話第1550話 | 不気味に笑う           | 浦沢義雄 | 小野木一樹 | 吉田光春   | 芳川弥生   | 7月6日         |
| 第68話第1551話 | 潮江文次郎のチェック   | 浦沢義雄 | 吉田光春   | 吉田光春   | 芳川弥生   | 7月6日         |
| 第69話第1552話 | 伏木蔵の推理           | 浦沢義雄 | 吉田光春   | 吉田光春   | 芳川弥生   | 7月8日         |
| 第70話第1553話 | 密書入りの魚           | 浦沢義雄 | 木村哲     | 鈴木卓夫   | 浦中利浩   | 7月11日        |
| 第71話第1554話 | ボタンとリボン         | 浦沢義雄 | 木村哲     | 鈴木卓夫   | 浦中利浩   | 7月12日        |
| 第72話第1555話 | 抜天坊の店             | 浦沢義雄 | 木村哲     | 鈴木卓夫   | 浦中利浩   | 7月13日        |
| 第73話第1556話 | へし折れた出席簿       | 浦沢義雄 | 木村哲     | 小澤慎一朗 | 玉利和枝   | 7月14日        |
| 第74話第1557話 | 呪いの正体             | 浦沢義雄 | 木村哲     | 小澤慎一朗 | 玉利和枝   | 7月15日        |
| 第75話第1558話 | 煮物を奪え             | 浦沢義雄 | 四分一節子 | 熨斗谷充孝 | 鈴木伸一   | 7月18日        |
| 第76話第1559話 | 修理委員会             | 浦沢義雄 | 四分一節子 | 熨斗谷充孝 | 鈴木伸一   | 7月19日        |
| 第77話第1560話 | 金吾との約束           | 浦沢義雄 | 四分一節子 | 熨斗谷充孝 | 鈴木伸一   | 7月20日        |
| 第78話第1561話 | 勝手に出て行く         | 浦沢義雄 | 小澤慎一朗 | 小澤慎一朗 | 遠藤靖裕   | 7月21日        |
| 第79話第1562話 | 北石照代と協力して     | 阪口和久 | 小澤慎一朗 | 成川武千嘉 | 生野裕子   | 7月22日        |
| 第80話第1563話 | 炭がない               | 浦沢義雄 | 西田健一   | 金田貞徳   | 加瀬政広   | 7月25日        |
| 第81話第1564話 | タケタケ砦             | 浦沢義雄 | 西田健一   | 金田貞徳   | 加瀬政広   | 7月26日        |
| 第82話第1565話 | 同盟の終わり           | 浦沢義雄 | 西田健一   | 金田貞徳   | 加瀬政広   | 7月27日        |
| 第83話第1566話 | 六年生の団子屋さん     | 阪口和久 | 小野木一樹 | 成川武千嘉 | 生野裕子   | 7月28日        |
| 第84話第1567話 | 作法委員会             | 浦沢義雄 | 村野祐太   | 成川武千嘉 | 生野裕子   | 7月29日        |
| 第85話第1568話 | しっかりしすぎ         | 浦沢義雄 | 矢沢則夫   | 佐藤豊     | 吉崎誠     | 9月5日         |
| 第86話第1569話 | 滝夜叉丸化             | 浦沢義雄 | 小澤慎一朗 | 佐藤豊     | 吉崎誠     | 9月6日         |
| 第87話第1570話 | 生物委員会委員長代理   | 浦沢義雄 | 木村哲     | 佐藤豊     | 吉崎誠     | 9月7日         |
| 第88話第1571話 | 指名厳禁               | 阪口和久 | 吉田光春   | 吉田光春   | 芳川弥生   | 9月8日         |
| 第89話第1572話 | 同室だから             | 阪口和久 | 吉田光春   | 吉田光春   | 芳川弥生   | 9月9日         |
| 第90話第1573話 | 土井先生ときり丸       | 浦沢義雄 | 藤森雅也   | 小澤慎一朗 | 藤森雅也   | 9月12日        |

## 第20期
2012年4月2日から8月2日、11月12日から11月14日まで放送された。2013年3月20日はスペシャルアニメを放送。全90話、通算1663回。
本シリーズをもって放送開始から総監督を務めていた芝山努が降板。
第88話・第89話は「おじゃる丸15th 忍たま乱太郎20th 記念企画」として『おじゃる丸』とコラボしたエピソードとなっている。
| 話数通算       | サブタイトル                        | 脚本     | 絵コンテ     | 演出       | 作画監督                     | 初放送日       |
| -------------- | ----------------------------------- | -------- | ------------ | ---------- | ---------------------------- | -------------- |
| 第1話第1574話  | オーマガトキの忍者                  | 浦沢義雄 | 木村哲       | 成川武千嘉 | 船越英之                     | 2012年 4月2日  |
| 第2話第1575話  | 侵入したカピバラ                    | 浦沢義雄 | 木村哲       | 成川武千嘉 | 遠藤靖裕                     | 4月3日         |
| 第3話第1576話  | 口うるさい先輩                      | 浦沢義雄 | 四分一節子   | 岡尾貴洋   | 市来剛 鈴木伸一              | 4月5日         |
| 第4話第1577話  | キツネ走り                          | 浦沢義雄 | 四分一節子   | 岡尾貴洋   | 市来剛 鈴木伸一              | 4月6日         |
| 第5話第1578話  | 虎若、気を使う                      | 浦沢義雄 | 木村哲       | 成川武千嘉 | 玉利和枝                     | 4月9日         |
| 第6話第1579話  | お菓子禁止令                        | 浦沢義雄 | 四分一節子   | 岡尾貴洋   | 市来剛 鈴木伸一              | 4月10日        |
| 第7話第1580話  | 松千代先生の似顔絵                  | 浦沢義雄 | 西田健一     | 金田貞徳   | 市来剛 加瀬政広              | 4月11日        |
| 第8話第1581話  | 一言多い                            | 浦沢義雄 | 西田健一     | 金田貞徳   | 市来剛 加瀬政広              | 4月12日        |
| 第9話第1582話  | 伊助と庄左ヱ門                      | 浦沢義雄 | 四分一節子   | 岡尾貴洋   | 市来剛 加瀬政広              | 4月13日        |
| 第10話第1583話 | 学園長の休日                        | 浦沢義雄 | 木村哲       | 成川武千嘉 | 遠藤靖裕                     | 4月16日        |
| 第11話第1584話 | 大運動会                            | 浦沢義雄 | 吉田光春     | 吉田光春   | 芳川弥生                     | 4月17日        |
| 第12話第1585話 | 入場門はどこだ                      | 浦沢義雄 | 吉田光春     | 吉田光春   | 芳川弥生                     | 4月18日        |
| 第13話第1586話 | アヒルさんレース                    | 浦沢義雄 | 吉田光春     | 吉田光春   | 芳川弥生                     | 4月19日        |
| 第14話第1587話 | 一年い組の学級委員長                | 浦沢義雄 | 村野佑太     | 成川武千嘉 | 玉利和枝                     | 4月20日        |
| 第15話第1588話 | 学園長の特別講義                    | 浦沢義雄 | 矢沢則夫     | 成川武千嘉 | 玉利和枝                     | 4月23日        |
| 第16話第1589話 | 照星の弟子                          | 浦沢義雄 | 小野木一樹   | 鈴木卓夫   | 生野裕子                     | 4月24日        |
| 第17話第1590話 | 少年の微妙な心                      | 浦沢義雄 | 小野木一樹   | 鈴木卓夫   | 生野裕子                     | 4月25日        |
| 第18話第1591話 | ナメクジの気配                      | 浦沢義雄 | 村野佑太     | 鈴木卓夫   | 生野裕子                     | 4月26日        |
| 第19話第1592話 | 平和な放課後                        | 浦沢義雄 | 矢沢則夫     | 鈴木卓夫   | 船越英之                     | 4月27日        |
| 第20話第1593話 | 大運動会第二部                      | 浦沢義雄 | 四分一節子   | 岡尾貴洋   | 市来剛 鈴木伸一              | 4月30日        |
| 第21話第1594話 | 課題は何だ？                        | 浦沢義雄 | 四分一節子   | 岡尾貴洋   | 市来剛 鈴木伸一              | 5月1日         |
| 第22話第1595話 | 失格続出                            | 浦沢義雄 | 四分一節子   | 岡尾貴洋   | 市来剛 鈴木伸一              | 5月2日         |
| 第23話第1596話 | 美人のお嬢さん                      | 浦沢義雄 | 村野佑太     | 鈴木卓夫   | 玉利和枝                     | 5月3日         |
| 第24話第1597話 | 行き倒れ寸前                        | 浦沢義雄 | 矢沢則夫     | 高田淳     | 市来剛 高橋伸也              | 5月4日         |
| 第25話第1598話 | 伏木蔵の事件                        | 浦沢義雄 | 吉田光春     | 吉田光春   | 芳川弥生                     | 5月7日         |
| 第26話第1599話 | まさかのくの一                      | 浦沢義雄 | 吉田光春     | 吉田光春   | 芳川弥生                     | 5月8日         |
| 第27話第1600話 | 神崎左門の実力                      | 阪口和久 | 小野木一樹   | 吉田光春   | 芳川弥生                     | 5月9日         |
| 第28話第1601話 | 影が薄い                            | 浦沢義雄 | イ・カンミン | 高田淳     | 市来剛 加藤愛                | 5月10日        |
| 第29話第1602話 | 秘密の健康診断                      | 浦沢義雄 | 小野木一樹   | 高田淳     | 市来剛 加藤茂                | 5月11日        |
| 第30話第1603話 | 永遠のライバル                      | 浦沢義雄 | 小野木一樹   | 鈴木卓夫   | 船越英之                     | 5月14日        |
| 第31話第1604話 | 彦四郎の悩み                        | 浦沢義雄 | 小野木一樹   | 金田貞徳   | 市来剛 加瀬政広              | 5月15日        |
| 第32話第1605話 | 兵助の豆腐地獄                      | 浦沢義雄 | 村野佑太     | 金田貞徳   | 市来剛 加瀬政広              | 5月16日        |
| 第33話第1606話 | 早すぎた天才の煩悩                  | 浦沢義雄 | 矢沢則夫     | 金田貞徳   | 市来剛 加瀬政広              | 5月17日        |
| 第34話第1607話 | 迷信家の抜天坊                      | 浦沢義雄 | 四分一節子   | 岡尾貴洋   | 市来剛 鈴木伸一              | 5月18日        |
| 第35話第1608話 | 平太のビビリ                        | 浦沢義雄 | 泉保良輔     | 岡尾貴洋   | 市来剛 鈴木伸一              | 5月21日        |
| 第36話第1609話 | 浦風藤内の予習                      | 浦沢義雄 | 四分一節子   | 岡尾貴洋   | 市来剛 高鉾誠                | 5月22日        |
| 第37話第1610話 | 小松田秀作の悩み                    | 浦沢義雄 | 村野佑太     | 成川武千嘉 | 生野裕子                     | 5月23日        |
| 第38話第1611話 | 六年生のお花摘み                    | 阪口和久 | 木村哲       | 成川武千嘉 | 生野裕子                     | 5月24日        |
| 第39話第1612話 | 大家と隣のおばちゃん                | 浦沢義雄 | 矢沢則夫     | 成川武千嘉 | 生野裕子                     | 5月25日        |
| 第40話第1613話 | 大運動会第三部                      | 浦沢義雄 | 村野佑太     | 村野佑太   | 玉利和枝                     | 5月28日        |
| 第41話第1614話 | どうして跳ね返る                    | 浦沢義雄 | 村野佑太     | 村野佑太   | 玉利和枝                     | 5月29日        |
| 第42話第1615話 | 車がえしの術                        | 浦沢義雄 | 吉田光春     | 吉田光春   | 芳川弥生                     | 5月30日        |
| 第43話第1616話 | 包帯巻き巻き競争                    | 浦沢義雄 | 吉田光春     | 吉田光春   | 芳川弥生                     | 5月31日        |
| 第44話第1617話 | 運動会の華は…                       | 浦沢義雄 | 吉田光春     | 吉田光春   | 芳川弥生                     | 6月1日         |
| 第45話第1618話 | 水蒸鬼の子守                        | 浦沢義雄 | 木村哲       | 村野佑太   | 玉利和枝                     | 6月4日         |
| 第46話第1619話 | ぼくのセリフ                        | 浦沢義雄 | 木村哲       | 高田淳     | 加藤茂                       | 6月5日         |
| 第47話第1620話 | 記念の親子丼                        | 浦沢義雄 | 矢沢則夫     | 高田淳     | 加藤愛                       | 6月6日         |
| 第48話第1621話 | 古沢仁之進先生                      | 浦沢義雄 | 矢沢則夫     | 高田淳     | 高橋信也                     | 6月7日         |
| 第49話第1622話 | きり丸の心配                        | 浦沢義雄 | 木村哲       | 金田貞徳   | 市来剛 加瀬政広              | 6月8日         |
| 第50話第1623話 | 八方斎をあなどる                    | 浦沢義雄 | 矢沢則夫     | 金田貞徳   | 市来剛 加瀬政広              | 6月11日        |
| 第51話第1624話 | 城を飛び出す                        | 浦沢義雄 | 矢沢則夫     | 金田貞徳   | 市来剛 加瀬政広              | 6月12日        |
| 第52話第1625話 | ナメクジの木登り                    | 浦沢義雄 | 四分一節子   | 岡尾貴洋   | 進藤満男                     | 6月13日        |
| 第53話第1626話 | 実戦に弱い原因                      | 浦沢義雄 | 泉保良輔     | 岡尾貴洋   | 佐藤友子                     | 6月14日        |
| 第54話第1627話 | 後継者を作る                        | 浦沢義雄 | 四分一節子   | 岡尾貴洋   | 鈴木伸一                     | 6月15日        |
| 第55話第1628話 | お金もうけのコツ                    | 浦沢義雄 | 根岸宏樹     | 成川武千嘉 | 芳川弥生                     | 6月18日        |
| 第56話第1629話 | 塩むすび弁当                        | 浦沢義雄 | 木村哲       | 望月智充   | 新山恵美子                   | 6月19日        |
| 第57話第1630話 | 涙の寄り道                          | 浦沢義雄 | 矢沢則夫     | 望月智充   | 新山恵美子                   | 6月20日        |
| 第58話第1631話 | 情け厳禁                            | 阪口和久 | 望月智充     | 望月智充   | 新山恵美子 市来剛            | 6月21日        |
| 第59話第1632話 | ふぶ鬼の家庭教師                    | 浦沢義雄 | 村野佑太     | 村野佑太   | 玉利和枝                     | 6月22日        |
| 第60話第1633話 | 頼れない学級委員長                  | 浦沢義雄 | 村野佑太     | 村野佑太   | 玉利和枝                     | 6月25日        |
| 第61話第1634話 | 掛け軸はどこだ                      | 阪口和久 | 小野木一樹   | 村野佑太   | 玉利和枝                     | 6月26日        |
| 第62話第1635話 | 安藤先生の相談                      | 浦沢義雄 | 小野木一樹   | 成川武千嘉 | 生野裕子                     | 6月27日        |
| 第63話第1636話 | ビックリパーティー                  | 浦沢義雄 | 小野木一樹   | 成川武千嘉 | 生野裕子                     | 6月28日        |
| 第64話第1637話 | 同室の決意                          | 阪口和久 | 吉田光春     | 吉田光春   | 芳川弥生                     | 6月29日        |
| 第65話第1638話 | そこそこ優秀                        | 浦沢義雄 | 吉田光春     | 吉田光春   | 遠藤靖裕                     | 7月2日         |
| 第66話第1639話 | タカ丸の親孝行                      | 浦沢義雄 | 吉田光春     | 吉田光春   | 芳川弥生                     | 7月3日         |
| 第67話第1640話 | 水軍トップの秘密                    | 浦沢義雄 | 高田淳       | 高田淳     | 市来剛 アベ正己              | 7月4日         |
| 第68話第1641話 | ドクタケを見捨てない                | 浦沢義雄 | 高田淳       | 高田淳     | 市来剛 アベ正己              | 7月5日         |
| 第69話第1642話 | 身がはいらない                      | 浦沢義雄 | 矢沢則夫     | 高田淳     | 市来剛 加藤愛                | 7月6日         |
| 第70話第1643話 | 遅れたアルバイト                    | 浦沢義雄 | 木村哲       | 金田貞徳   | 市来剛 加瀬政広              | 7月9日         |
| 第71話第1644話 | 三年生集合？                        | 浦沢義雄 | 小野木一樹   | 金田貞徳   | 市来剛 加瀬政広              | 7月10日        |
| 第72話第1645話 | かかわったら最後まで                | 阪口和久 | 木村哲       | 金田貞徳   | 市来剛 加瀬政広              | 7月11日        |
| 第73話第1646話 | 三治郎の観察                        | 浦沢義雄 | 四分一節子   | 岡尾貴洋   | 佐藤友子                     | 7月12日        |
| 第74話第1647話 | 団蔵のプライド                      | 浦沢義雄 | 泉保良輔     | 岡尾貴洋   | 佐藤利幸                     | 7月13日        |
| 第75話第1648話 | みんな優しい                        | 浦沢義雄 | 四分一節子   | 岡尾貴洋   | 鈴木伸一                     | 7月16日        |
| 第76話第1649話 | 仕事が一段落                        | 浦沢義雄 | 村野佑太     | 村野佑太   | 玉利和枝                     | 7月17日        |
| 第77話第1650話 | 狙いは三人組                        | 浦沢義雄 | 矢沢則夫     | 成川武千嘉 | 生野裕子                     | 7月18日        |
| 第78話第1651話 | 山賊退治                            | 浦沢義雄 | 小野木一樹   | 成川武千嘉 | 生野裕子                     | 7月19日        |
| 第79話第1652話 | 身隠しの盾の役                      | 浦沢義雄 | 小野木一樹   | 成川武千嘉 | 生野裕子                     | 7月20日        |
| 第80話第1653話 | 背中の痛み                          | 浦沢義雄 | 村野佑太     | 村野佑太   | 玉利和枝                     | 7月23日        |
| 第81話第1654話 | 誰がやった？                        | 浦沢義雄 | 村野佑太     | 村野佑太   | 玉利和枝                     | 7月24日        |
| 第82話第1655話 | 兵庫水軍のオーディション            | 浦沢義雄 | 吉田光春     | 吉田光春   | 芳川弥生                     | 7月25日        |
| 第83話第1656話 | 飛んだアヒルさんボート              | 浦沢義雄 | 吉田光春     | 吉田光春   | 芳川弥生                     | 7月26日        |
| 第84話第1657話 | あきらめない                        | 浦沢義雄 | 吉田光春     | 吉田光春   | 芳川弥生                     | 7月27日        |
| 第85話第1658話 | 父親なんて…                         | 浦沢義雄 | 木村哲       | 望月智充   | 新山恵美子                   | 7月30日        |
| 第86話第1659話 | 小松田秀作の自覚                    | 浦沢義雄 | 望月智充     | 望月智充   | 新山恵美子                   | 7月31日        |
| 第87話第1660話 | 買物はひとりで                      | 浦沢義雄 | 望月智充     | 望月智充   | 新山恵美子                   | 8月2日         |
| 第88話第1661話 | 忍術の心                            | 浦沢義雄 | 木村哲       | 村野佑太   | 遠藤靖裕                     | 11月12日       |
| 第89話第1662話 | 美しい妻                            | 浦沢義雄 | 村野佑太     | 村野佑太   | 新山恵美子                   | 11月13日       |
| 第90話第1663話 | おかえりなさい                      | 浦沢義雄 | 吉田光春     | 村野佑太   | 新山恵美子                   | 11月14日       |
| スペシャル     | 忍術学園と謎の女 これは事件だよ〜！ | 浦沢義雄 | 吉田光春     | 吉田光春   | 芳川弥生 新山恵美子 藤森雅也 | 2013年 3月20日 |

放送休止
- 2012年8月1日：2012年ロンドンオリンピック (18:00 - 20:00)

## 反響
2008年に公式サイトで行われた「好きな！おはなしとうひょう」では第15期第18話が1位に、第12期第78話が2位に、第12期第55話が3位に、第13期第1話が4位に、第12期第34話・第63話が7位に、第11期第3話が9位に、第14話第48話が14位に、第11期第53話が15位に、第10期第15話と第13期第15話が16位に、第10期第2話が17位に、第10期第77話が20位にランクインした。